# East End
Pour les articles homonymes, voir East End (homonymie).

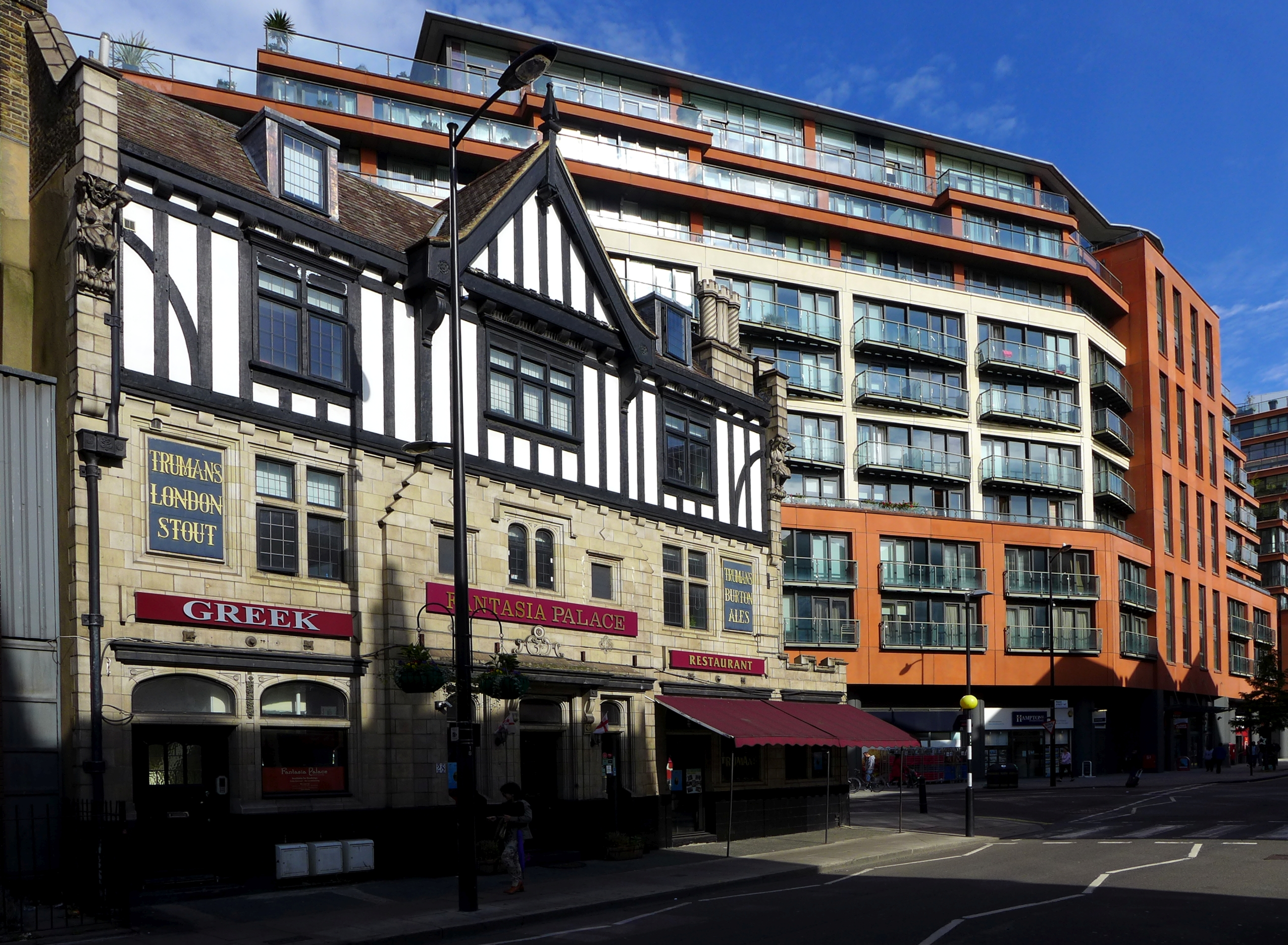
La Old Truman Brewery sur Brick Lane à Whitechapel.

Le terme East End (banlieue est) fait communément référence à l'East End of London, une aire géographique de Londres délimitée à l'ouest par les anciennes murailles de la cité médiévale et au sud par la Tamise, quoique cette démarcation ne soit pas formellement ni universellement reconnue. L'utilisation du terme, péjorative à l'origine, est attestée à la fin du XIXe siècle, alors que l'expansion de la population de la cité provoque une surpopulation extrême dans toute la zone, les pauvres et les immigrants se concentrant dans l'East End. Ces problèmes sont exacerbés par la construction des docks de St Katharine en 1827 et des terminus ferroviaires du centre de Londres (1840-1875), qui nécessite la destruction des anciens taudis, causant le déplacement d'importantes populations vers l'East End. En l'espace d'un siècle, l'East End devient synonyme de pauvreté, de surpopulation, de maladie et de criminalité.
L'East End se développe rapidement au cours du XIXe siècle. À l'origine, la zone est caractérisée par des villages regroupés autour des murs de la cité ou le long des principaux axes de circulation, entourés de terres cultivées, avec des marais et de petites communautés près du fleuve, répondant aux nécessités de la navigation et aux besoins de la Royal Navy. Jusqu'à l'érection de docks maçonnés, les navires devaient débarquer leur cargaison dans le Pool of London – l'étendue de la Tamise se trouvant au sud de la Cité de Londres – mais des entreprises spécialisées dans la construction, l'entretien et l'approvisionnement des navires s'étaient implantés dans la zone dès l'époque des Tudor. L'endroit attire un grand nombre de ruraux à la recherche d'embauche. Des vagues successives d'immigration commencent avec l'arrivée des réfugiés huguenots, créant un nouveau faubourg hors-les-murs à Spitalfields au XVIIe siècle. Ils sont suivis par des tisserands irlandais, des Juifs ashkénazes et, au XXe siècle, des Bangladais. La plupart de ces immigrants trouvent un travail dans la confection. L'abondance de travail peu ou pas qualifié mène à de faibles salaires et de mauvaises conditions de vie dans tout l'East End. Cette situation attire l'attention des réformistes sociaux au cours du XVIIIe siècle, et conduit à la fin du siècle à la formation de syndicats et autres associations d'ouvriers. Le radicalisme de l'East End contribue à la formation du Parti travailliste et aux revendications en faveur de l'émancipation des femmes.
Les tentatives officielles de s'attaquer au surpeuplement commencent au début du xxe siècle sous l'autorité du London County Council. La Seconde Guerre mondiale dévaste la majeure partie de l'East End, ses docks, ses voies ferrées et implantations industrielles constituant des cibles permanentes, provoquant la dispersion de la population vers de nouvelles banlieues, et la construction de nouveaux logements dans les années 1950. La fermeture du dernier des docks de l'East End dans le port de Londres en 1980 soulève de nouveaux défis qui conduisent à des tentatives de régénération urbaine et à la formation de la London Docklands Development Corporation. Le développement de Canary Wharf, l'amélioration des infrastructures, et le parc olympique sont les signes de nouveaux bouleversements pour l'East End, bien qu'on y rencontre toujours quelques-unes des pires misères de Grande-Bretagne.

## Origine et acception du terme
Le terme « East End » s'est d'abord appliqué aux faubourgs (donc hors les murs) immédiatement situés à l'est de la cité médiévale de Londres et au nord de la Tamise ; ceux-ci englobaient Whitechapel et Stepney. À la fin du XIXe siècle, l'East End correspond approximativement à la division de la Tour du Middlesex, qui a formé à partir de 1900 les districts métropolitains de Stepney, Bethnal Green, Poplar et Shoreditch du comté de Londres. Aujourd'hui, cela correspond au quartier londonien de Tower Hamlets et à la partie méridionale du quartier de Hackney.

« [L']invention vers 1880 du terme “East End” fut rapidement adoptée par la nouvelle presse populaire, par le clergé et par le music-hall… Un pauvre hère de Paddington, de St Marylebone ou de Battersea pouvait passer pour un pauvre acceptable. Mais le même homme, venant de Bethnal Green, de Shadwell ou de Wapping, était un East Ender, la boîte de désinfectant se devait d'être à portée de la main, et l'argenterie mise sous clef. Sur le long terme, cette cruelle stigmatisation fut paradoxalement bénéfique. C'était la meilleure manière d'inciter les plus pauvres à sortir de l'East End à tout prix et cela devint un constant rappel à la conscience publique que rien de ce qu'on trouvait dans l'East End ne devrait jamais être toléré dans un pays chrétien. »

— The Nineteenth Century XXIV (1888)
Certaines parties des boroughs londoniens Newham et Waltham Forest, autrefois dans une région de l'Essex connue sous le nom de « Londres au-delà de la limite » en anglais : London over the border, sont parfois considérés comme faisant partie de l'East End. Toutefois, la rivière Lea est habituellement considérée comme la frontière orientale de l'East End et cette définition exclurait ces boroughs pour les placer dans la région nord-est de Londres (en). L'extension vers l'est de l'appellation « East End » s'explique par la diaspora des East Enders qui migrent vers les comtés de West Ham (en) vers 1886 et de East Ham vers 1894 pour travailler au sein des nouveaux docks et des industries qui s'y établissent. Dans l'entre-deux-guerres, un nouveau mouvement migratoire se fait vers de récents ensembles immobiliers construits pour améliorer les conditions de vie dans l'East End, en particulier à Becontree et Harold Hill, ou carrément hors de Londres.
L'étendue de l'East End a toujours été difficile à définir. Quand Jack London vient à Londres en 1902, son chauffeur de taxi ne connaît pas le chemin et il note Thomas Cook et fils, explorateurs et pionniers, panneaux indicateurs vivants pour le monde entier… ignoraient la route de l'East End.
La plupart des East Enders sont des Cockneys, quoique ce terme ait à la fois une connotation géographique et linguistique. Une définition traditionnelle en est que pour être un Cockney, l'on doit être né là où on l'on peut entendre sonner les cloches de St Mary-le-Bow, sises à Cheapside. En théorie, cela couvrirait l'essentiel de la Cité et une partie des quartiers proches de l'East End tels Aldgate et Whitechapel. En pratique, comme il n'y a pas de maternité dans le district, bien peu, de nos jours, pourraient se réclamer de cette définition. L'origine du terme est oubliée, mais une explication plausible est donnée dans le Webster. Les Normands appelaient Londres le « pais de cocaigne », une terre imaginaire de luxe et d'oisiveté. Par ironie, ce mot de « Cocaigne » aurait été usité pour désigner tout Londres et ses faubourgs, la graphie se déformant au cours du temps : Cocagne, Cockayne, et en moyen anglais, Cocknay puis Cockney.
Son usage linguistique est plus aisé à cerner, avec des emprunts lexicaux au yiddish, au romani et à l'argot des marchands de quatre-saisons, et un accent très reconnaissable où l'on peut entendre une glottalisation du T, la perte des consonnes fricatives dentales et des altérations des diphtongues, entre autres. L'accent a la réputation d'être une survivance du parler du Londres des origines, altéré par les nombreux immigrés que compte la zone. L'accent cockney a connu un long déclin, entamé au XXe siècle avec l'introduction de la Received Pronunciation, ainsi que par l'adoption plus récente de l'Estuary English (en), qui recèle lui-même bien des aspects de l'anglais cockney

## Histoire

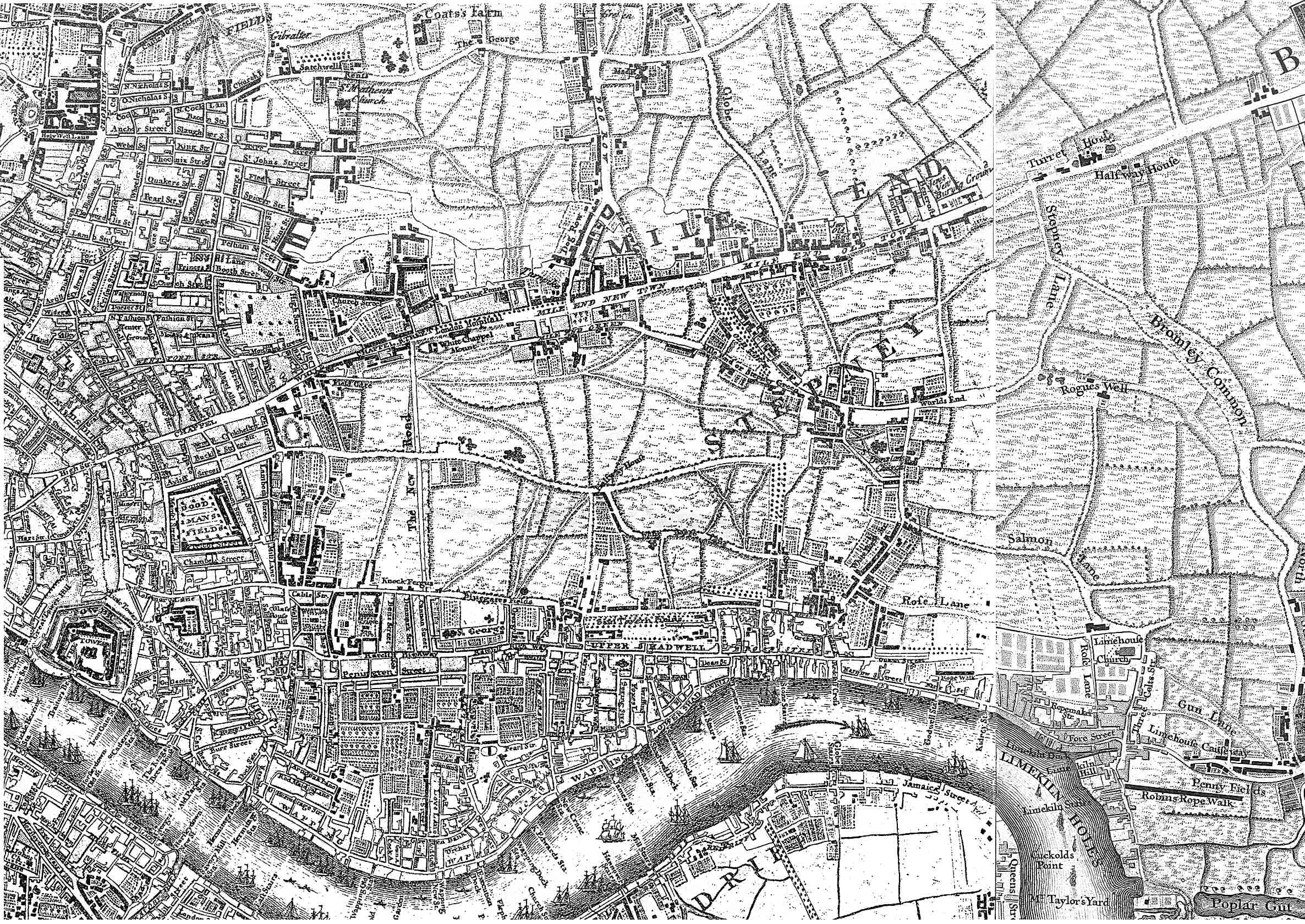
Carte de l'East End, 1745. Londres s'étend mais il reste cependant encore de vastes étendues ouvertes à l'est de la Cité.

L'East End naît des villages de l'est londonien, naguère épars, qui, en s'étalant, voient la campagne qui les séparait s'urbaniser et disparaître, un processus qui se produit à la fin du XVIIIe et au début du XIXe siècle. Dès le début, l'East End a toujours englobé certaines des zones les plus pauvres de la région londonienne. Parmi les principales raisons, on compte :
- Le système médiéval de la tenure à bail (copyhold), qui prévaut dans l'East End, jusqu'au XIXe siècle. Il y avait peu d'intérêt à exploiter une terre, à laquelle les tenanciers ne sont liés que par des baux à court terme[3].
- L'implantation d'industries toxiques, telles que les industries du tannage et du foulage hors des limites de la Cité, par là-même à l'abri des plaintes et contrôles officiels.
- Les faibles salaires versés dans les docks et industries afférentes, encore aggravées par les habitudes de travail à domicile, du paiement à la pièce et du travail temporaire.
- Enfin la concentration des institutions de gouvernement et des centres du pouvoir politique national autour de Westminster, dans la partie occidentale de la Cité de Londres, à l'opposé de l'East End.

Historiquement, l'East End touche au manoir de Stepney. Ce manoir est une possession de l'évêque de Londres, en compensation de sa responsabilité dans l'entretien de la tour de Londres et de la fourniture de sa garnison. D'autres possessions ecclésiastiques viennent de la nécessité de clôturer les marais avec des talus, ou de créer des digues pour se prémunir des inondations le long de la Tamise. Édouard VI transmet la terre à la famille Wentworth (en), et de là à leurs descendants, les comtes de Cleveland. Le système ecclésiastique de copyhold, par lequel la terre n'est louée à des tenanciers que pour un délai pouvant ne pas dépasser sept ans, prévaut autour du manoir. Ce frein sévère à l'amélioration des terres et à l'édification de nouvelles constructions durera jusqu'au morcellement de la propriété dans le courant du XIXe siècle.
Au Moyen Âge, l'activité manufacturière et commerciale se déroule dans la Cité, au sein d'ateliers se trouvant dans ou près des logements des propriétaires. À l'époque de la survenue du grand incendie de Londres en 1666, ces activités artisanales sont en voie de se muer en industries. Certaines sont particulièrement répugnantes, comme les tanneries qui utilisent de l'urine. D'autres requièrent de vastes espaces, comme le séchage et la teinture des étoffes en plein champ ou la fabrication de cordes. D'autres sont dangereuses, comme la fabrication de la poudre à canon ou les essais d'armes à feu. Ces activités sont repoussées hors des murs de la Cité dans les nouveaux faubourgs de l'East End. Elles sont rejointes par d'autres : métallurgie du plomb, industries du savon et de la porcelaine, qui s'installent directement dans l'East End plutôt que dans les rues populeuses de la Cité.
Les terres à l'est de la Cité ont toujours été utilisées comme terrains de chasses par les évêques et la famille royale, le roi Jean d'Angleterre fait même construire un palais à Bow. L'abbaye cistercienne de Stratford Langthorne devient le palais de Henri III en 1267, lors de la visite des légats du pape, et c'est là qu'il fait la paix avec les barons selon les termes du Dictum of Kenilworth. Cette abbaye devient la cinquième plus grande du pays, visitée par les monarques, et constituant une retraite très courue, et parfois un lieu de dernier repos, à la noblesse. Le Palais de Placentia à Greenwich est construit par Humphrey de Lancastre, duc de Gloucester, régent d'Henri V, au sud du fleuve et Henri VIII fait édifier un pavillon de chasse à Bromley Hall (en). Ces faveurs royales persistent après l'interrègne anglais, lorsque la cour s'établit au palais de Whitehall et que les bureaux des ministres s'agrègent autour d'elle. L'East End se trouve également sur la route principale menant à l'abbaye de Barking, centre religieux important depuis l'époque normande où Guillaume le Conquérant établit initialement sa cour anglaise.

### Politique et réforme sociale

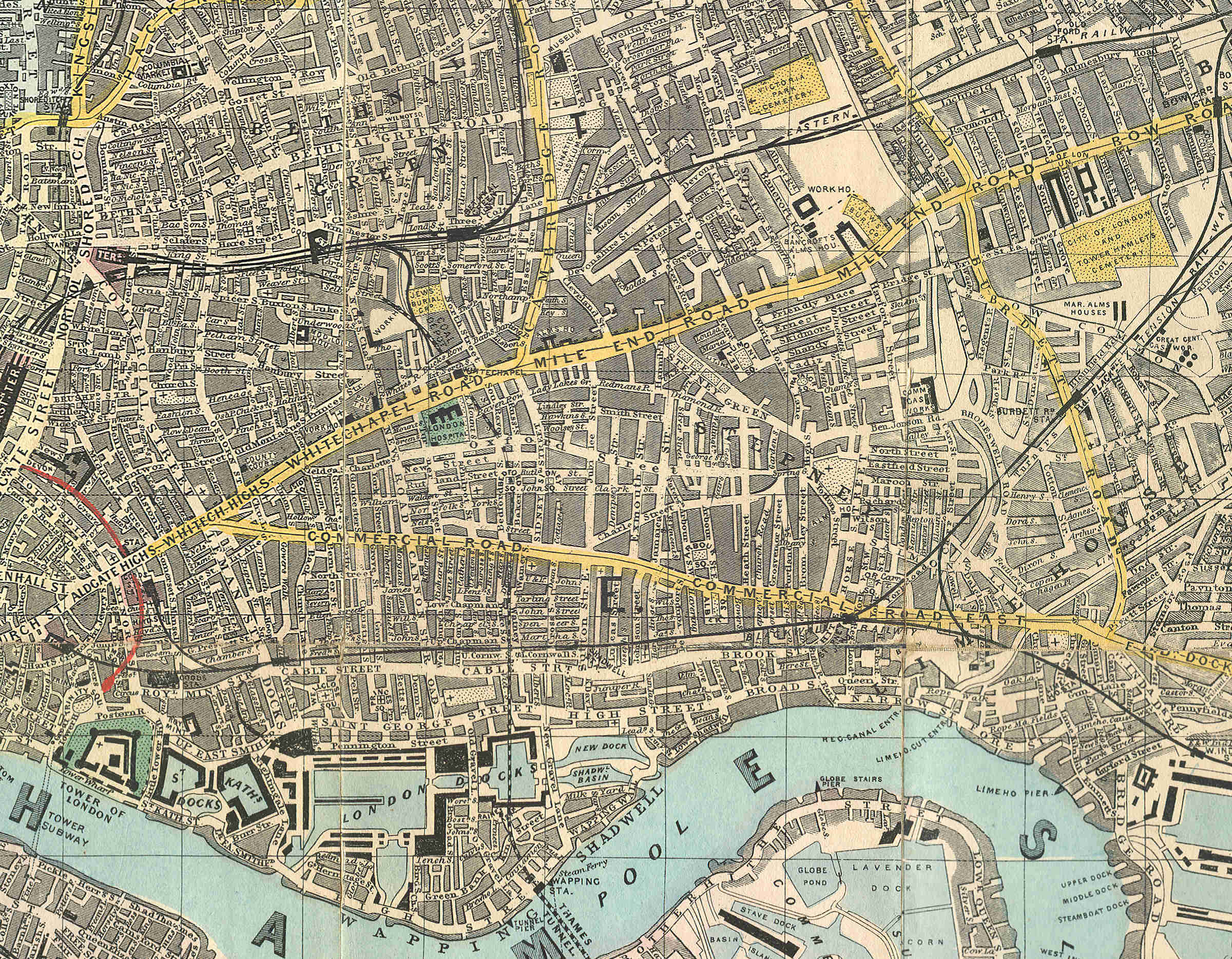
Carte de Reynolds de l'East End en 1882. Le développement a maintenant phagocyté les champs ouverts.

À la fin du XVIIe siècle, un grand nombre de tisserands huguenots arrivent dans l'East End, fuyant la politique anti-protestante de Louis XIV et mettent leur force de travail au service d'une industrie qui se développe autour de Spitalfields, où s'installent les maîtres tisserands. Ils apportent avec eux une tradition de « groupes de lecture » qui se réunissent le plus souvent dans les pubs. Les autorités se méfient de ces assemblées d'immigrés, et, considéré de leur point de vue, avec raison, puisque de ces rassemblements naissent des associations de travailleurs et des organisations politiques qui préfigurent les syndicats. Quand, vers le milieu du XVIIIe siècle, l'industrie soyeuse amorce son déclin – en partie à cause de l'introduction de vêtements de calicot imprimés – des émeutes éclatent. Ce qu'on appelle les émeutes de Spitalfield (en) (1769) se déroulent en réalité plus à l'est. Elles sont réprimées avec une grande violence, et s'achèvent par la pendaison de deux hommes devant le « pub Salmon and Ball » à Bethnal Green. L'un d'eux est John Doyle, un ouvrier tisserand irlandais, l'autre John Valline d'ascendance huguenote.
En 1844, naît « l'Association de promotion de la propreté chez les pauvres » (« Association for promoting cleanliness among the poor »), qui bâtit un établissement de bains et une blanchisserie à Glasshouse Yard, à East Smithfield. Un bain ou une lessive ne coûte qu'un seul penny. En juin 1847, ces établissements reçoivent 4 284 personnes par an. Une loi du Parlement est alors votée pour encourager les autres municipalités à faire de même, et ce type d'établissement se répand rapidement dans tout le East End. Timbs note que « l'amour de la propreté, ainsi encouragé, est si fort que des femmes triment dur pour pouvoir laver leurs vêtements et ceux de leurs enfants, les obligeant ensuite à vendre leurs cheveux pour acheter de la nourriture et calmer les affres de la faim. ».

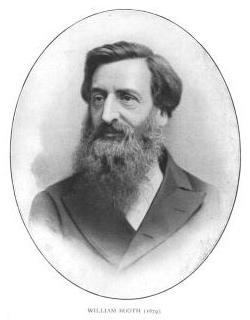
William Booth fonde l'Armée du salut, à Whitechapel, en 1878.

William Booth lance sa « société de la revivification chrétienne » en anglais : Christian Revival Society en 1865, prêchant l'évangile sous une tente dressée à un endroit appelé Friends Burial Ground, dans Thomas Street à Whitechapel. Des soutiens rejoignent sa « mission chrétienne », et le 7 août 1878 est formée l'Armée du salut au cours d'une réunion tenue au 272 Whitechapel Road. Une statue commémore à la fois sa mission et son travail dans l'assistance aux pauvres. Un dublinois nommé Thomas John Barnardo vient à l'hôpital royal de Londres, dans Whitechapel, dans l'intention de se former et de se joindre à une mission médicale et missionnaire pour la Chine. Peu de temps après son arrivée, en 1866, une épidémie de choléra éclate dans l'East End, faisant 3 000 morts. De nombreuses familles se retrouvent sans ressources, des milliers d'enfants orphelins sont contraints à mendier ou à travailler dans les usines. En 1867, Barnardo ouvre une école primaire pour les pauvres pour apporter une instruction de base, mais il se rend compte que beaucoup n'ont nulle part où dormir. Il ouvre son premier asile pour garçons au 18 Stepney Causeway en 1870. Lorsqu'en 1871 un garçon meurt dans la rue après s'être vu refuser l'admission parce que l'orphelinat était complet, la règle est fixée de ne plus jamais refuser l'entrée à un enfant dans le besoin.
En 1884, le Settlement movement est lancé, avec des implantations telles que Toynbee Hall et Oxford House, afin d'encourager les étudiants de l'université à vivre et à travailler dans les bidonvilles, en expérimenter le quotidien et essayer de soulager un peu de la pauvreté et de la misère de l'East End. Parmi les résidents célèbres de Toynbee Hall figurent R. H. Tawney, Clement Attlee, Guglielmo Marconi et William Beveridge. Le lieu continue d'exercer une influence considérable, par le biais des organisations caritatives Workers Educational Association (1903), Citizens Advice Bureau (1949) et Child Poverty Action Group (1965) qu'il a contribué à fonder ou à influencer. En 1888, les ouvrières de la manufacture d'allumettes Bryant and May sise à Bow se mettent en grève pour réclamer une amélioration de leurs conditions de travail. Ce mouvement, ajouté aux nombreuses grèves de dockers en 1889, a fait de l'East End la clef de voûte de la fondation d'organisations socialistes et syndicales modernes, de même qu'ils sont un élément clef du mouvement des suffragettes.
Vers la fin du XIXe siècle, une nouvelle vague de radicalisme s'enracine dans l'East End, à la faveur de l'arrivée de Juifs est-européens émigrés fuyant les pogroms, et de radicaux russes et allemands cherchant à échapper à la répression politique. Un émigré allemand, Rudolf Rocker, commence à écrire pour le journal en yiddish Arbeter Fraynd (en) (L'Ami des travailleurs, en français). En 1912, il est à l'origine d'une grève des ouvriers londoniens de la confection pour réclamer de meilleures conditions de travail et la fin des « Sweatshops (ateliers de misère) ». Parmi les Russes se trouve l'anarchiste Pierre Kropotkine, qui contribue au financement de la maison d'édition Freedom Press à Whitechapel. Afanasy Matiouchenko, l'un des meneurs de la mutinerie du cuirassé Potemkine a fui l'échec de la révolution russe de 1905 pour trouver refuge dans Stepney Green. Léon Trotski et Lénine assistent à des réunions du journal Iskra en 1903 ; et en 1907 Lénine et Joseph Staline, assistent au cinquième congrès du parti ouvrier social-démocrate de Russie tenu dans une église de Whitechapel. Ce congrès consolide l'ascendant de la faction bolchévique de Lénine et des débats ont lieu sur la stratégie à mener pour une révolution communiste en Russie. Trotski note dans ses mémoires, la rencontre avec Maxime Gorki et Rosa Luxemburg à la conférence.
Dans les années 1880, le système d'embauche occasionnelle pousse les dockers à se syndiquer sous la férule de Ben Tillett et John Burns. Ainsi unis, ils en viennent à revendiquer un salaire de six pence de l'heure (soit un demi shilling) et la fin du travail temporaire sur les quais. Le colonel G. R. Birt, gestionnaire général des Millwall Docks (en), témoigne ainsi devant une commission parlementaire de la condition physique des travailleurs :

« Ces pauvres bougres sont misérablement vêtus, tout juste chaussés et dans l'état le plus pitoyable… Ce sont de tels hommes qui viennent travailler dans nos docks, le ventre vide depuis parfois deux jours. Ils travaillent pendant une heure, car leur faim ne leur permet pas davantage. Ils gagnent 5 pence, et avec ces 5 pence ils achètent à manger, sans doute leur première nourriture depuis 24 heures. »

— Col. G. R. Birt, témoignant devant la commission parlementaire (1889), 
Grâce à ces conditions, les dockers gagnent la sympathie du public, et après une lutte acharnée, la grève des docks de Londres de 1889 se conclut par une victoire des grévistes. Ceux-ci créent un syndicat national des ouvriers occasionnels, plutôt qu'un nouveau syndicat de métier.

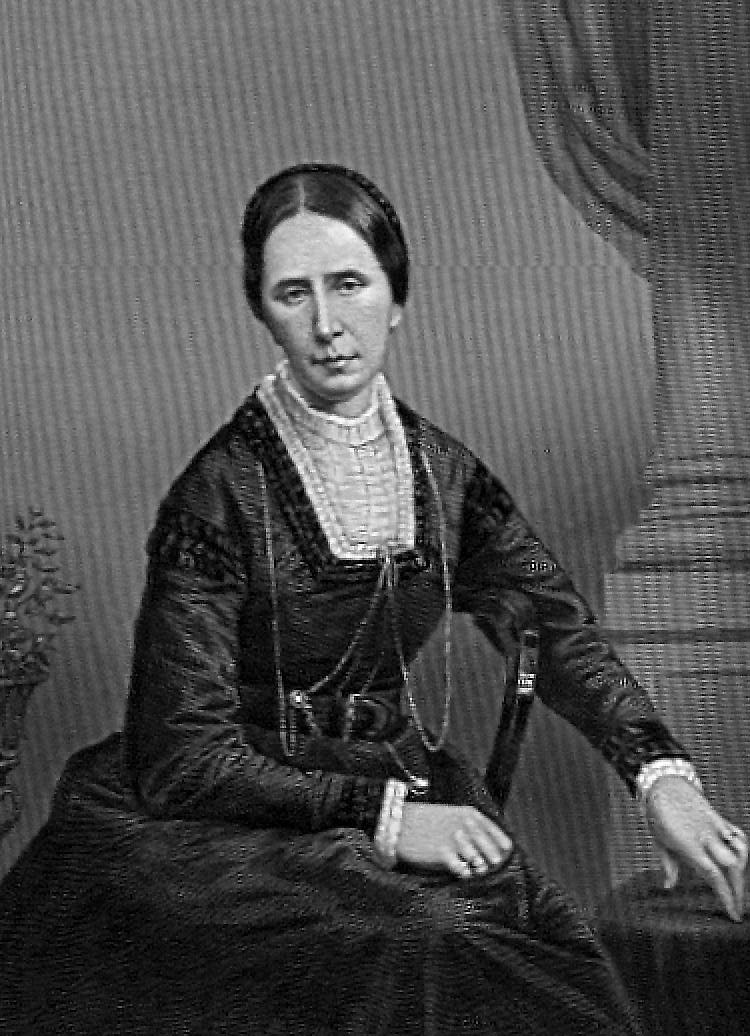
Lady Angela Burdett-Coutts

La philanthrope Angela Burdett-Coutts contribue activement à la réduction de la pauvreté dans l'East End, en fondant à Spitalfields une école de couture pour les anciennes tisseuses, et, à Bethnal Green, le marché aux fleurs de Columbia Road. Elle participe à la création de la « Société londonienne pour la prévention de la cruauté envers les enfants » (« London Society for the Prevention of Cruelty to Children »), et elle soutient avec ardeur les « Ragged Schools » ou Écoles déguenillés, les écoles primaires pour les pauvres. Elle fonde également d'autres institutions, comme la « East End Dwelling Company », qui conduit à la création d'organisations telles que la « 4% Dwelling Company », où les investisseurs voient leur philanthropie récompensée financièrement. Entre les années 1890 et 1903, année où est publiée l'étude, le philanthrope, Charles Booth, lance depuis Toynbee Hall une enquête sur la vie quotidienne des pauvres de Londres, axée principalement sur les conditions de vie dans l'East End. D'autres enquêtes sont ensuite menées par la « Commission royale pour les lois sur les pauvres et le soulagement de la détresse 1905-09 » (« Royal Commission on the Poor Laws and Relief of Distress 1905-09 »), qui admet difficilement les résultats de la première enquête, si ce n'est qu'un changement est nécessaire, et qui produit à la fois un rapport principal et un contre-rapport. Ce dernier est l'œuvre de Booth et de Sidney et Beatrice Webb, fondateurs de la London School of Economics. Ils préconisent de se pencher sur les causes de la pauvreté, cet état étant non voulu, et non pas le résultat d'une paresse innée. À l'époque, leur travail est tout d'abord rejeté, puis il est progressivement accepté comme un principe par les gouvernements successifs.

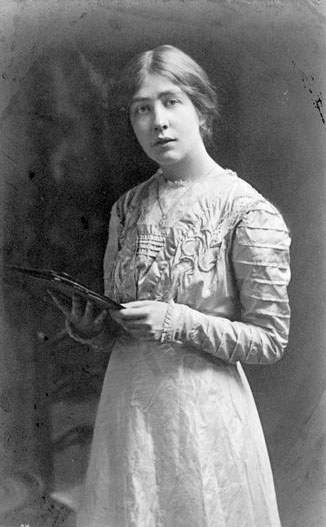
Sylvia Pankhurst 1882–1960

Sylvia Pankhurst est peu à peu déçue par l'incapacité du mouvement des suffragettes de répondre aux besoins des femmes de la classe ouvrière. Aussi, en 1912, elle forme son propre mouvement dissident, la « Fédération des suffragettes de l'est londonien » (« East London Federation of Suffragettes »), affiliée à la « Fédération socialiste des travailleurs » (« Workers' Socialist Federation »). Elle en installe le siège dans une boulangerie de Bow, arborant en grandes lettres dorées le célèbre slogan : « Droit de vote aux femmes ». Le député du lieu, George Lansbury, démissionne de son siège à la Chambre des communes, pour se représenter en demandant l'admission des femmes au vote. Pankhurst le soutient, et Bow Road devient le bureau de la campagne, qui s'achève par un immense rassemblement dans Victoria proche. Lansbury échoue de peu, et pourtant, le soutien du projet est retiré. Pankhurst recentre ses efforts, et au déclenchement de la Première Guerre mondiale, elle ouvre dans la boulangerie une crèche, une clinique et une cantine à prix coûtant pour les pauvres. Elle édite un journal, le Women's Dreadnought, afin de donner à sa campagne une plus large audience. Pankhurst passe douze ans à Bow, se battant pour les droits des femmes. Pendant tout ce temps, elle risque constamment d'être arrêtée, passant plusieurs mois à la prison de Holloway, et faisant souvent la grève de la faim. Elle réussit finalement à obtenir en 1928 le droit de vote pour toutes les femmes adultes, soulageant en chemin un peu la misère et la pauvreté, et améliorant les conditions de vie de tous dans l'East End.
Selon les lois sur les pauvres, l'aide aux nombreux chômeurs et affamés de Poplar doit être financée par de l'argent venant du borough. Cela est manifestement injuste, les pauvres habitant le plus souvent des boroughs pauvres, et cela aboutit en 1921 au conflit opposant le gouvernement et les conseillers locaux, connu sous le nom de « Poplar Rates Rebellion ». Pendant un moment, les réunions du conseil se tiennent à la prison de Brixton, et les conseillers reçoivent un large soutien. Cette lutte finit par le vote du « Local Government Act » de 1929, qui abolit les lois sur les pauvres.
La grève générale commence en 1925 comme un conflit entre les mineurs et leurs employeurs à l'extérieur de Londres. Le 1er mai 1926, le Trades Union Congress fait appel à tous les travailleurs du pays, y compris les dockers de Londres. Le gouvernement avait eu près d'un an pour préparer et déployer des troupes pour briser les piquets de grève des dockers. Des convois de nourriture armés, accompagnés de voitures blindées, descendent East India Dock Road. Le 10 mai, l'arrêt de la grève est négociée lors d'une réunion à Toynbee Hall. Le Trades Union Congress est contraint à une reculade humiliante, et la grève générale prend fin le 11 mai. Les mineurs, quant à eux, poursuivent leur mouvement jusqu'en novembre.

### Industrie et environnement

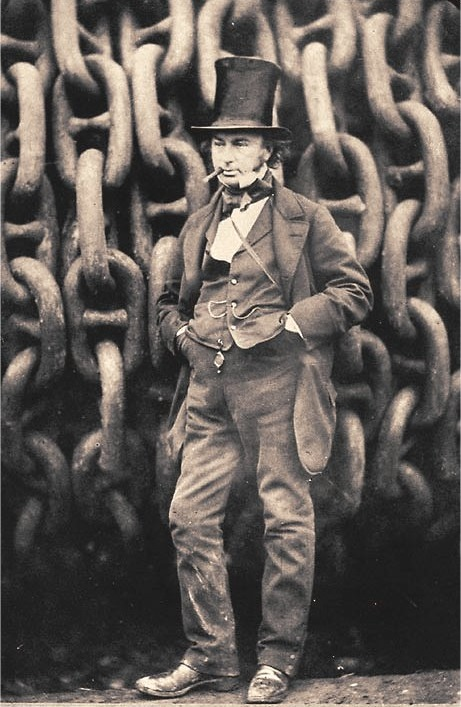
La célèbre photo de Howlett, montrant Isambard Kingdom Brunel contre les chaînes de lancement du Great Eastern à Millwall en 1857

Les industries en relation avec la mer, comme la fabrication de cordages et la construction navale, se développèrent dans tout l'East End. On peut reconnaître encore aujourd'hui l'ancien emplacement des corderies par la forme longue et étroite des rues actuelles, comme Ropery Street près de Mile End. La construction navale était importante à l'époque où le roi Henri VIII fit construire des navires à Rotherhithe pour agrandir la Royal Navy. Le 31 janvier 1858, le plus grand navire de l'époque, le Great Eastern, conçu par Isambard Kingdom Brunel, fut lancé du chantier de John Scott Russell à Millwall. Ce vaisseau de 211 m était trop long pour être lancé classiquement à travers la rivière, et il fut donc lancé de côté. À cause des difficultés du lancement, l'expérience ne fut jamais reproduite avec des navires de cette taille, et cette industrie connut un long déclin. Des navires plus petits, dont des bateaux de guerre, continuèrent d'être construits par « Thames Ironworks and Shipbuilding Company » à Blackwall jusqu'au début du XXe siècle.

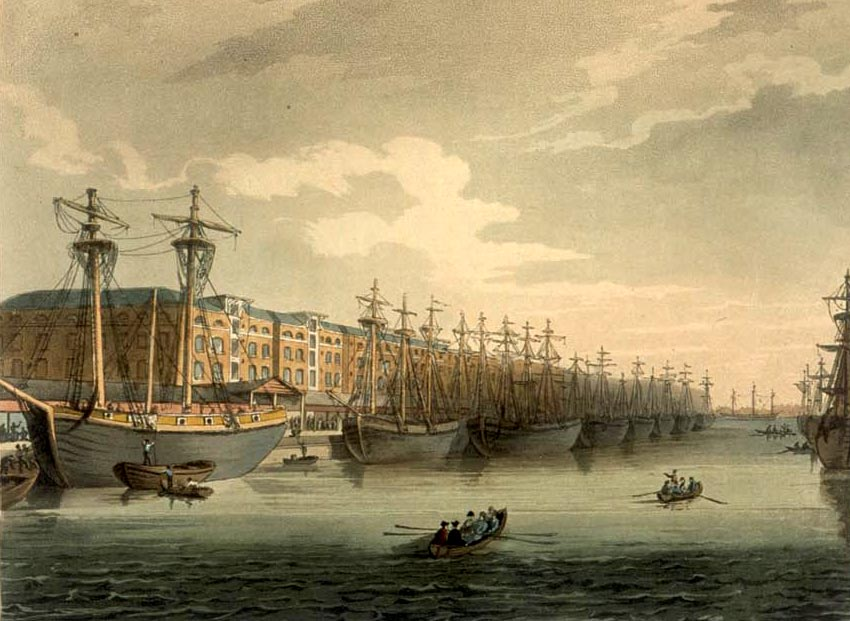
West India Docks par Pugin et Rowlandson à partir de Microcosme de Londres, ou, London en Miniature d'Ackermann (1808-11)

Les West India Docks furent construits en 1803. Ils offraient des postes d'amarrage pour de plus grands navires et furent un modèle pour les futurs docks de Londres. Les produits importés des Indes occidentales étaient déchargés directement dans les entrepôts en bord de quai. Les navires étaient limités à 6 000 tonnes. L'ancien dock « Brunswick », un chantier naval de Blackwall, devint la base du West India Docks de la Compagnie anglaise des Indes orientales, construit en 1806. Les London Docks furent bâtis en 1805, et la terre en trop et les gravats furent évacués par barge à l'ouest de Londres, pour rehausser la zone marécageuse de Pimlico. Ces docks importaient du tabac, du vin, du bois et autres denrées, qui étaient stockés dans des entrepôts gardés, derrière de hauts murs, qui existent toujours. Ils étaient capables d'accueillir plus de 300 voiliers à la fois, mais, incapables de répondre aux besoins des navires modernes, ils fermèrent en 1971. Les docks les plus centraux, les Docks de St Katharine, furent construits en 1828, pour recevoir des produits de luxe, et nécessitèrent la destruction des taudis de la zone de l'ancien Hôpital Ste Katharine. Ils ne furent pas des succès commerciaux, car ils étaient incapables d'accueillir les plus grands navires, et, en 1864, la direction de ces docks fusionna avec celle des London Docks. Les Millwall Docks furent créés en 1868, principalement pour l'importation de céréales et de bois de construction. Ces docks abritèrent le premier grenier à blé construit pour le marché céréalier de la Baltique, un point de repère qui subsista jusqu'à sa démolition, qui permit un meilleur accès à l'aéroport de Londres City.

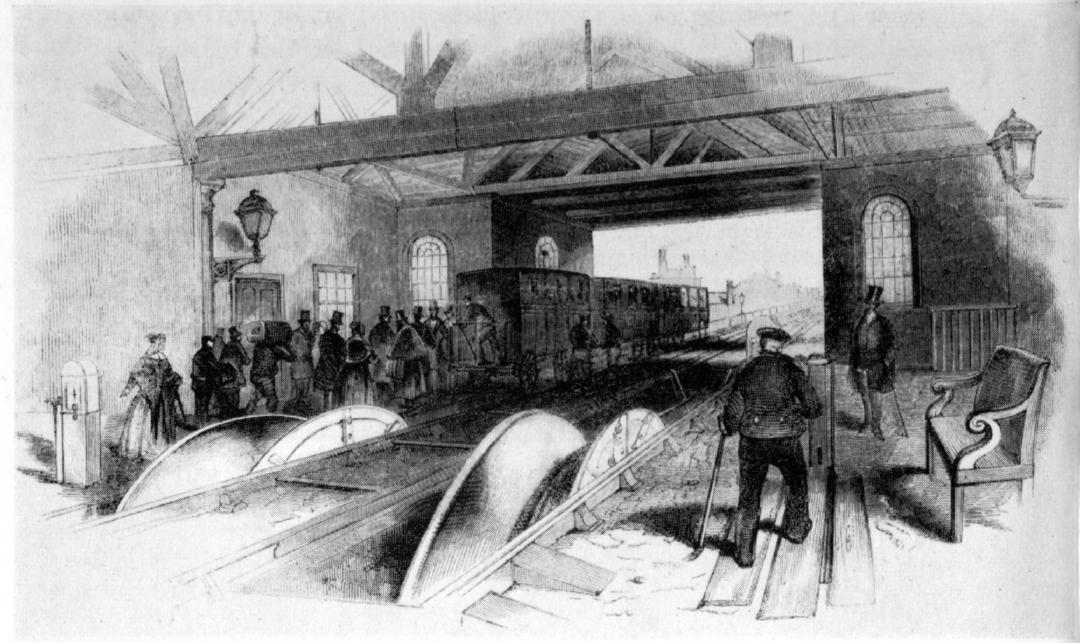
La station de Minories du London and Blackwall Railway vers 1840. Les tambours de bobinage, et, à l'arrière-plan, le télégraphe à aiguille de Cooke-Wheatstone

Le premier train à être construit, le London and Blackwall Railway, fut, en 1840, un train de voyageurs tiré par câble au moyen de machines à vapeur fixes. Il faisait la liaison entre Minories et Blackwall, soit une distance de 5,6 km, sur une paire de voies. Il nécessitait 22,5 km de corde de chanvre. Les voitures étaient « lâchées » aux stations, puis rattachées au câble pour le trajet retour. Le train était reformé au terminus. La ligne fut convertie à la jauge standard en 1859, et des locomotives à vapeur furent installées. La construction des terminaux de Londres à Fenchurch Street en 1841, et à Bishopsgate en 1840, donna accès à de nouvelles banlieues au-delà de la rivière Lee, mais provoqua aussi la destruction d'habitations, qui augmenta encore la population des taudis. Après l'ouverture en 1874 de la Gare de Liverpool Street, Bishopgate devint en 1881 un dépôt de marchandises arrivant des ports de l'est. Avec l'introduction de la conteneurisation, la gare déclina. En 1964, elle subit un incendie, qui détruisit les bâtiments, et elle fut finalement démolie en 2004 pour permettre l'extension de l'East London line. Au XIXe siècle, la zone au nord de Bow Road devint un important centre ferroviaire pour le North London Railway, avec des gares de triage et un atelier de réparation, servant à la fois à la Cité et aux West India Docks. La gare de Bow s'ouvrit tout près de là en 1850, et elle fut reconstruite en 1870 dans un style magnifique, avec même une salle de concert. La ligne et les gares, sévèrement endommagées par les bombardements, fermèrent en 1944. Elles ne rouvrirent pas, parce que le trafic de marchandises s'était réduit, et que des installations meilleur marché existaient dans l'Essex.
La rivière Lee est une barrière plus faible que la Tamise, elle n'en a pas moins son importance. La construction des Royal Docks, composé du Royal Victoria Dock (1855), capable d'accueillir des navires jusqu'à 8 000 tonnes, de Royal Albert Dock (1880), jusqu'à 12 000 tonnes et de King George V Dock (1921), jusqu'à 30 000 tonnes, sur les marécages de l'estuaire, fit passer le développement continu de Londres pour la première fois dans l'Essex, au-delà de la rivière Lee. Le chemin de fer donnait accès au terminus de passagers de Gallions Reach et aux nouvelles banlieues créées à West Ham, qui devint rapidement une ville industrielle, 30 000 maisons s'étant construit entre 1871 et 1901. Peu après, East Ham fut bâti pour répondre aux besoins de la nouvelle compagnie de gaz Beckton Gas Works et des grands travaux d'assainissement entrepris par Bazalgette à Beckton.
À partir du milieu du XXe siècle, les docks furent moins utilisés, et ils fermèrent définitivement en 1980, conduisant à la création de la London Docklands Development Corporation en 1981. Le port principal de Londres se trouve maintenant à Tilbury, à 40 km en aval, à l'extérieur du Grand Londres. Des docks y avaient été construits en 1886 pour acheminer les marchandises en vrac par train à Londres. Mais comme ils étaient proches de la mer et capables d'accueillir des navires de 50 000 tonnes, ils purent être plus aisément adaptés aux besoins des navires porte-conteneurs modernes en 1968, et survécurent ainsi à la fermeture des docks de la cité. Le long de la rivière, divers quais sont encore utilisés, mais à une échelle moindre.

### Peuplement
Durant le Moyen Âge, les habitations se sont installées principalement le long des voies existantes, et les villages les plus importants étaient Stepney, Whitechapel et Bow. À cette époque, les gens commencèrent à s'installer le long des fleuves pour répondre aux besoins de la navigation sur la Tamise, mais la cité de Londres se réservait le droit de débarquer les marchandises. Les berges du fleuve devinrent plus actives à l'époque des Tudor, quand la Royal Navy fut agrandie et que le commerce international se développa. En aval, un important port de pêche se forma à Barking pour fournir en poisson la cité.

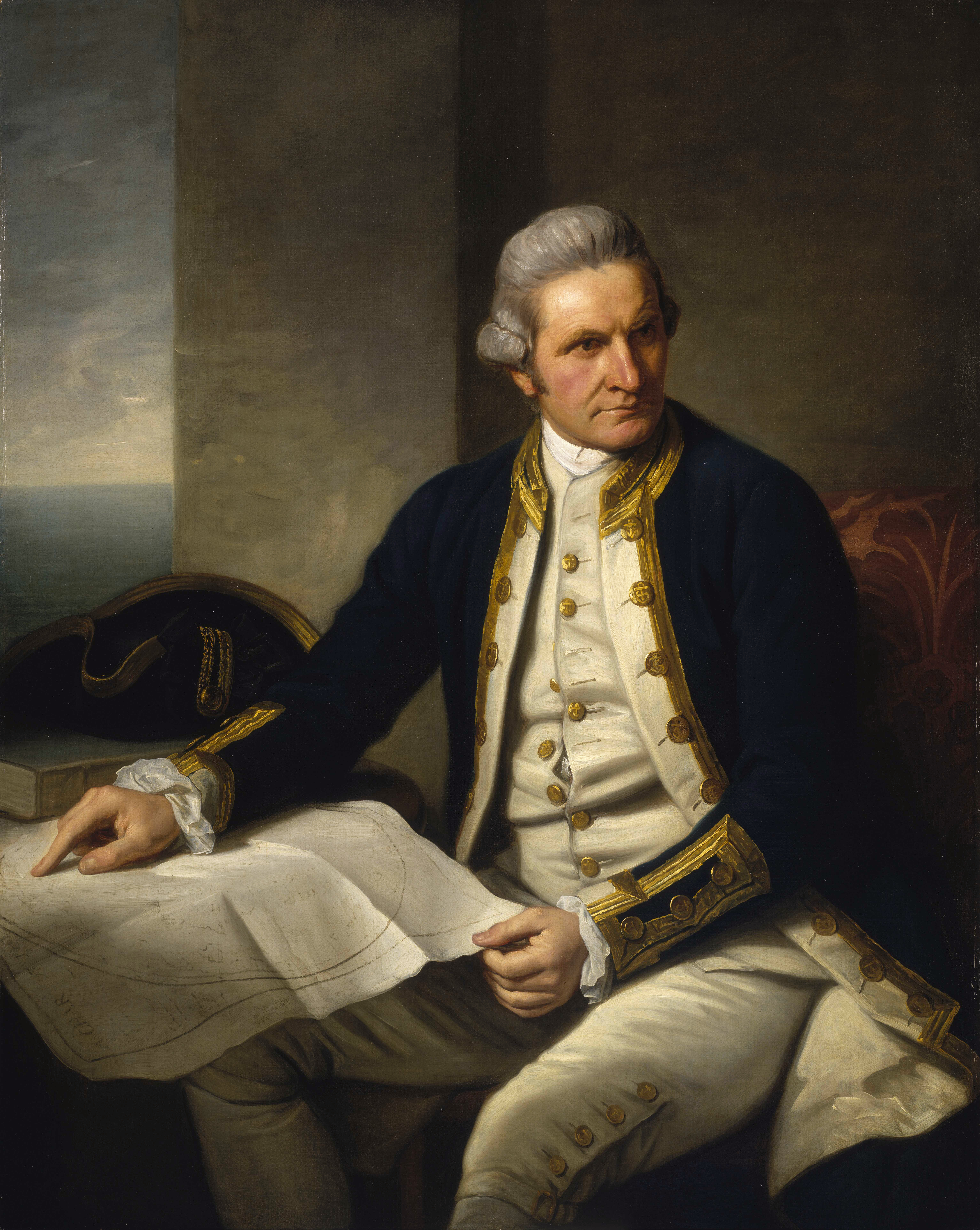
James Cook, peint par Nathaniel Dance, vers 1775, National Maritime Museum, Greenwich

Alors que la famille royale, comme le roi Jean, avait un pavillon de chasse à Bromley-by-Bow, ou que l'évêque de Londres possédait un palais à Bethnal Green, ces propriétés furent plus tard morcelées au bénéfice de belles demeures construites par des capitaines, des marchands ou des manufacturiers. Samuel Pepys emménagea à Bethnal Green avec sa famille et ses biens durant le Grand incendie de Londres, et le capitaine Cook déménagea de Shadwell à Stepney Green, un endroit où une école et des salles de réunion avaient été construites. La vieille ville de Mile End avait aussi de belles bâtisses, et la nouvelle ville commença à sortir de terre. Comme la zone commençait à s'urbaniser et à devenir plus peuplée, les gens aisés vendirent leur terrain en lotissements, et allèrent s'installer plus loin. Aux XVIIIe et XIXe siècles, il y eut encore des tentatives de construction de belles maisons, comme Tredegar Square en 1830, et les champs autour de la ville nouvelle de Mile End virent en 1820 l'édification de petites maisons pour les ouvriers.
Globe Town apparut à partir de 1800 pour répondre aux besoins de la population croissante des tisserands autour de Bethnal Green, attirés par les perspectives prometteuses du tissage de la soie. La population de Bethnal Green tripla entre 1801 et 1831, 20 000 métiers à tisser fonctionnant à domicile. Les restrictions d'importation de la soie française ayant été levées en 1824, près de la moitié de ces métiers à tisser s'arrêtèrent, et les prix s'effondrèrent. Comme il existait de nombreuses maisons d'importation dans le district, l'abondante main-d'œuvre à bon marché fut employée à la fabrication de bottes, de mobilier et d'habillement. Globe Town continua son expansion jusque dans les années 1860, bien après le déclin de l'industrie de la soie.

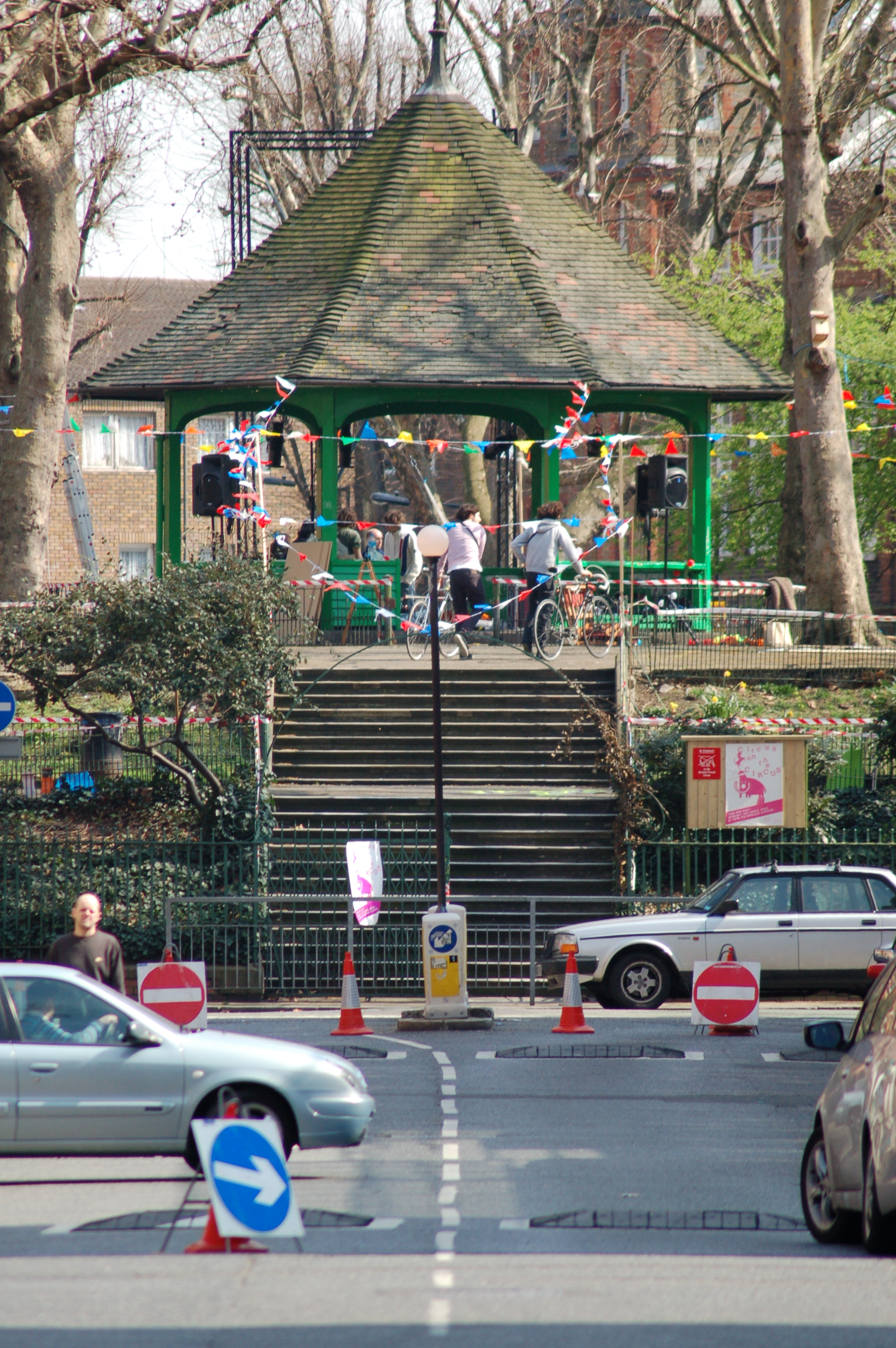
Kiosque à musique de Boundary Estate, construit sur les décombres du bidonville 'Old Nichol'

Durant le XIXe siècle, construire selon les règles ne permettait pas de satisfaire les besoins d'une population grandissante. Henry Mayhew visita Bethnal Green en 1850. Il écrivit pour le Morning Chronicle un article, qui formerait la base de London Labour and the London Poor en 1851, disant que les commerces dans la zone incluait des tailleurs, des marchands de quatre-saisons, des cordonniers, des éboueurs, des scieurs, des charpentiers, des ébénistes et des tisseurs de soie. Il nota que dans cette zone :

« les routes détériorées ne sont plus guère que des allées, les maisons sont petites, construites sans fondations autour de cours en terre battue. Le manque presque total d'évacuations des eaux pluviales et ménagères est aggravé par la présence de mares formées par l'extraction de l'argile. Des cochons et des vaches dans les arrière-cours, des commerces nocifs, comme la fabrication de tripes, la fonte de suif ou la préparation de la viande de chat, des abattoirs, des tas d'immondices et des « lacs de fumier en putréfaction » s'ajoutent à la saleté »

— Henry Mayhew, London Labour and London Poor (1851)
Un mouvement prit jour pour éliminer les taudis, avec Burdett-Coutts, qui mit sur pied Columbia Market en 1869, et avec le vote en 1876 de la loi « Artisans' and Labourers' Dwelling Act », afin de donner le pouvoir de saisir les taudis et de permettre la construction de nouvelles habitations grâce à des fonds publics. Les Housing associations, telles que le Peabody Trust, furent mises en place pour donner gracieusement des maisons aux pauvres et, de façon générale, pour supprimer les taudis. Les travaux d'extension des compagnies ferroviaires, comme London and Blackwall Railway et Great Eastern Railway, firent démolir de vastes bidonvilles. Le « Working Classes Dwellings Act » de 1890 donna une nouvelle responsabilité pour reloger les personnes déplacées, et cela conduisit à la construction de nouvelles « habitations philanthropiques », comme Blackwall Buildings et Great Eastern Buildings.
En 1890, un programme officiel d'élimination des taudis se mit en route, créant les premières Habitations à loyer modéré au monde, le Boundary Estate du LCC, qui remplacèrent les rues encombrées et négligées de Friars Mount, mieux connues sous le nom d'Old Nichol Street du bidonville Rookery. Entre 1918 et 1939, le LCC continua à remplacer les habitations de l'East End par des immeubles de cinq ou six étages, malgré la préférence des résidents pour des maisons avec jardin, et l'opposition des commerçants, forcés de déménager et de s'installer dans des locaux plus coûteux. La Seconde Guerre mondiale mit fin à l'élimination des taudis.

### Seconde Guerre mondiale
« Le plus dur de tout sera l'écrasement de Stepney par la Luftwaffe. Je connais l'East End ! Ces sales Juifs et Cockneys vont courir dans leurs trous comme des lapins »

— Germany Calling - Lord Haw-Haw, collaborateur et personnalité de la radio

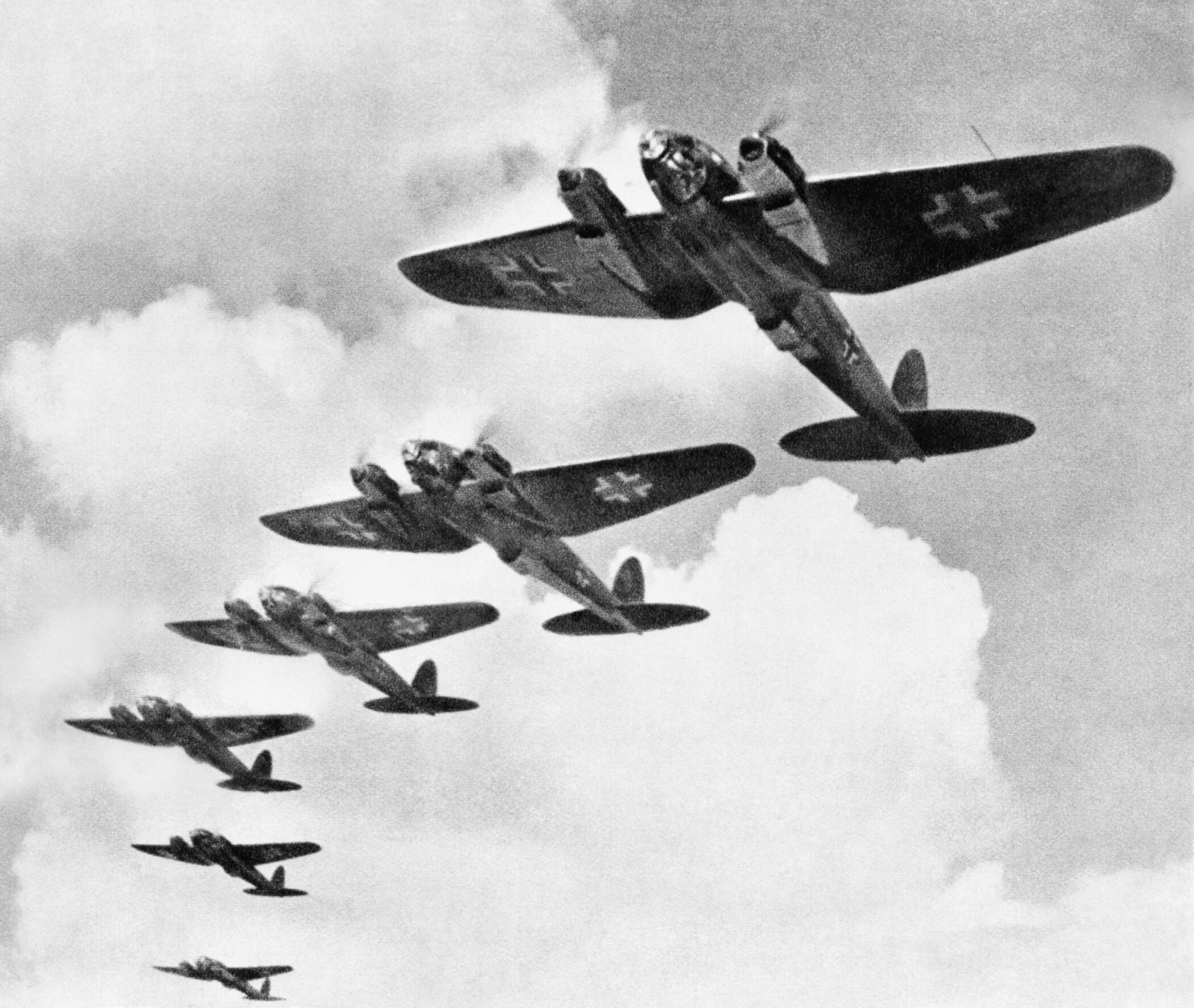
Des Heinkel He 111, un des modèles de bombardiers utilisés par la Luftwaffe pendant le Blitz.

Au début, les chefs allemands ne voulaient pas bombarder Londres, craignant des représailles contre Berlin. Le 24 août 1940, un unique avion, chargé de bombarder Tilbury, lâcha accidentellement ses bombes sur Stepney, Bethnal Green et sur la City. La nuit suivante, la RAF riposta par un raid de quarante avions sur Berlin, et par une seconde attaque trois jours plus tard. La Luftwaffe changea sa stratégie : se détournant des navires et des terrains d'aviation, elle attaqua les villes. La City et West End furent nommées « Cible zone B » ; l'East End et les docks furent « Cible zone A ». Le premier raid, composé de 150 bombardiers Dornier et Heinkel, accompagnés d'un grand nombre de chasseurs, eut lieu le 7 septembre à 4h 30 du matin. Il fut suivi par une seconde vague de 170 bombardiers. Silvertown et Canning Town essuyèrent le plus fort de cette attaque.
Entre le 7 septembre 1940 et le 10 mai 1941, une campagne de bombardement soutenu fut organisée. Elle commença par le bombardement de Londres pendant 57 nuits consécutives, une période connue sous le nom de Blitz. L'Est londonien fut pris pour cible, car c'était un centre d'importation et de stockage de matières premières nécessaires à l'effort de guerre. Le commandement militaire allemand pensait que ses habitants, appartenant principalement à la classe ouvrière, deviendraient moins favorables à la guerre. Lors de la première nuit du blitz, 430 civils furent tués et 1 600 sérieusement blessés. La population réagit en évacuant vers la campagne les enfants et les personnes vulnérables en creusant des tranchées, en construisant des abris anti-aériens Anderson dans leurs jardins ou Morrison dans leurs maisons, ou en allant dans des abris collectifs construits dans les espaces publics. Le 10 septembre 1940, 400 civils, dont des femmes et des enfants se préparant à évacuer, furent tués quand une bombe frappa l'école de South Hallsville à Canning Town.

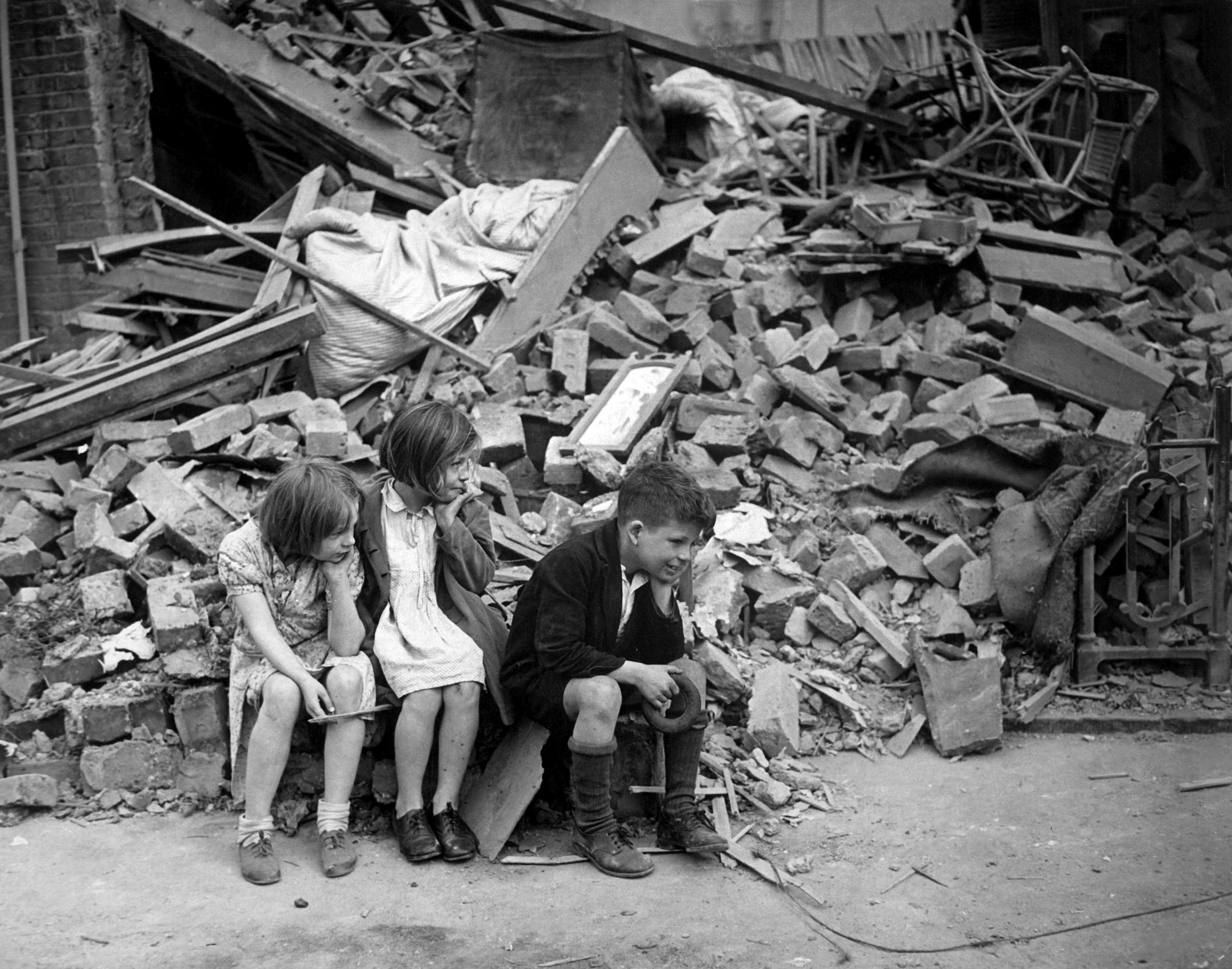
Enfants d'une banlieue est de Londres, sans-abri à la suite du Blitz.

L'effet des bombardements intensifs inquiéta les autorités, et l'organisation « Mass-Observation » fut sollicitée pour évaluer les états d'esprit et suggérer une politique, tout comme, avant la guerre, elle avait étudié l'attitude de la population à l'égard de l'antisémitisme. L'organisation nota que, à l'intérieur de l'East End, les liens familiaux et amicaux donnaient à la population une surprenante résistance aux attaques. La propagande s'en saisit, renforçant l'image du « brave et joyeux Cockney ». Le dimanche qui suivit le début du Blitz, Winston Churchill lui-même visita les zones bombardées de Stepney et de Poplar. Des installations de lutte antiaérienne furent placées dans les jardins publics, comme Victoria Park ou Mudchute dans l'île aux Chiens, et le long de la Tamise, qui était utilisée par les avions pour se guider vers leurs objectifs.
Les autorités hésitèrent tout d'abord à utiliser le Métro de Londres comme abri, craignant à la fois d'affecter le moral des populations extérieures à Londres, et de gêner le trafic normal. Le 12 septembre, après avoir subi cinq jours d'intenses bombardements, les gens d'East End prirent l'affaire en mains, et envahirent les stations de métro avec oreillers et couvertures. Le gouvernement céda et ouvrit comme abri la Central line, qui était presque achevée. De nombreuses stations profondes furent utilisées comme abris jusqu'à la fin de la guerre. Des mines aériennes furent déployées le 19 septembre 1940. Elles explosaient à la hauteur des toits, causant de sévères dommages aux bâtiments, dans un rayon plus grand que celui des bombes à impact. Le port de Londres avait alors déjà subi de lourds dommages, un tiers de ses entrepôts étant détruit, les docks West India et St Katherine sérieusement touchés et mis hors d'usage. Des événements bizarres se produisirent, comme lorsque la rivière Lee brûla d'une inquiétante flamme bleue, à cause de la frappe d'une usine de fabrication de gin à Three Mills, ou lorsque la Tamise s'enflamma violemment au moment de la frappe de la raffinerie de sucre Tate & Lyle de Silvertown.
Le 3 mars 1943 à 20h 27, la station de métro fermée de Bethnal Green fut le théâtre d'une catastrophe due à la guerre. Une sirène ayant averti à 20h 17 de l'arrivée d'un raid aérien, une des dix alertes de la journée, des familles s'étaient entassées dans la station souterraine. Il y eut un mouvement de panique à 20h 27, qui coïncida avec le tir d'une batterie antiaérienne, sans doute la Batterie Z nouvellement installée dans Victoria Park. Une femme glissa dans les escaliers sombres et humides, et 173 personnes moururent dans la cohue qui en résulta. La vérité fut cachée, le rapport officiel parlant d'une frappe directe par une bombe allemande. Le résultat de l'enquête officielle ne fut révélé qu'en 1946. Il y a maintenant une plaque à l'entrée de la station, qui commémore cet événement comme « le pire désastre civil de la Seconde Guerre mondiale ». La première bombe volante V1 tomba à Grove Road, Mile End, le 13 juin 1944, tuant six personnes, en blessant 30, et faisant 200 sans-abri. La zone resta abandonnée pendant de nombreuses années, jusqu'à ce qu'elle soit dégagée pour agrandir Mile End Park. Avant ce déblaiement, l'artiste locale Rachel Whiteread fit un moulage de l'intérieur du 193 Grove Road. Bien que son exposition suscitât des controverses, elle obtint grâce à elle le Prix Turner en 1993.

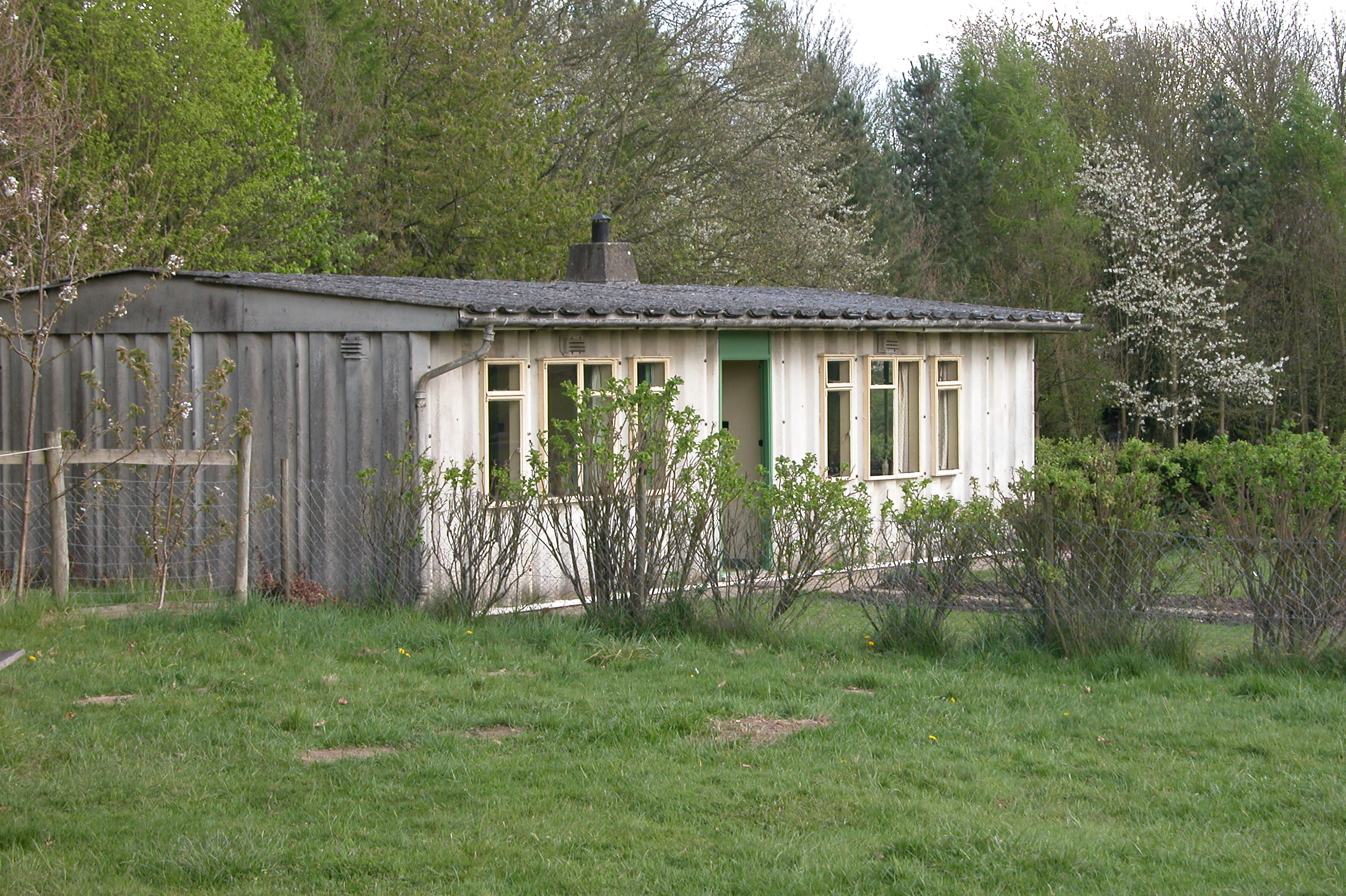
Environ 160000 bungalows préfabriqués de différents modèles furent construits entre 1945 et 1948 pour répondre au manque de logements.

On a estimé que, pendant la durée de la guerre, 80 tonnes de bombes étaient tombées sur le seul district de Bethnal Green, touchant 21 700 maisons, en détruisant 2 233 et en rendant 893 autres inhabitables. À Bethnal Green, 555 personnes furent tuées, et 400 sérieusement blessées. Sur l'ensemble du district londonien de Tower Hamlets, 2 221 civils furent tués, et 7 472 blessés, 46 482 maisons furent détruites et 47 574 endommagées. L'East End fut si cruellement frappé que, lorsque le palais de Buckingham fut touché le 13 septembre 1940, au plus fort des bombardements, la reine Elizabeth observa que « cela me donne le sentiment que je peux regarder l'East End en face »,. À la fin de la guerre, l'East End, avec de vastes zones désertes et abandonnées, était un spectacle de désolation. La production de guerre fut rapidement transformée pour réaliser des maisons préfabriquées, et beaucoup d'entre elles furent installées dans les zones bombardées, et restèrent souvent en usage jusque dans les années 1970. Aujourd'hui, l'architecture des années 1950 et 60 dominent les grands ensembles de la zone, comme le Lansbury Estate à Poplar, qui fut bâti principalement comme un modèle pour le Festival of Britain de 1951.

### Population

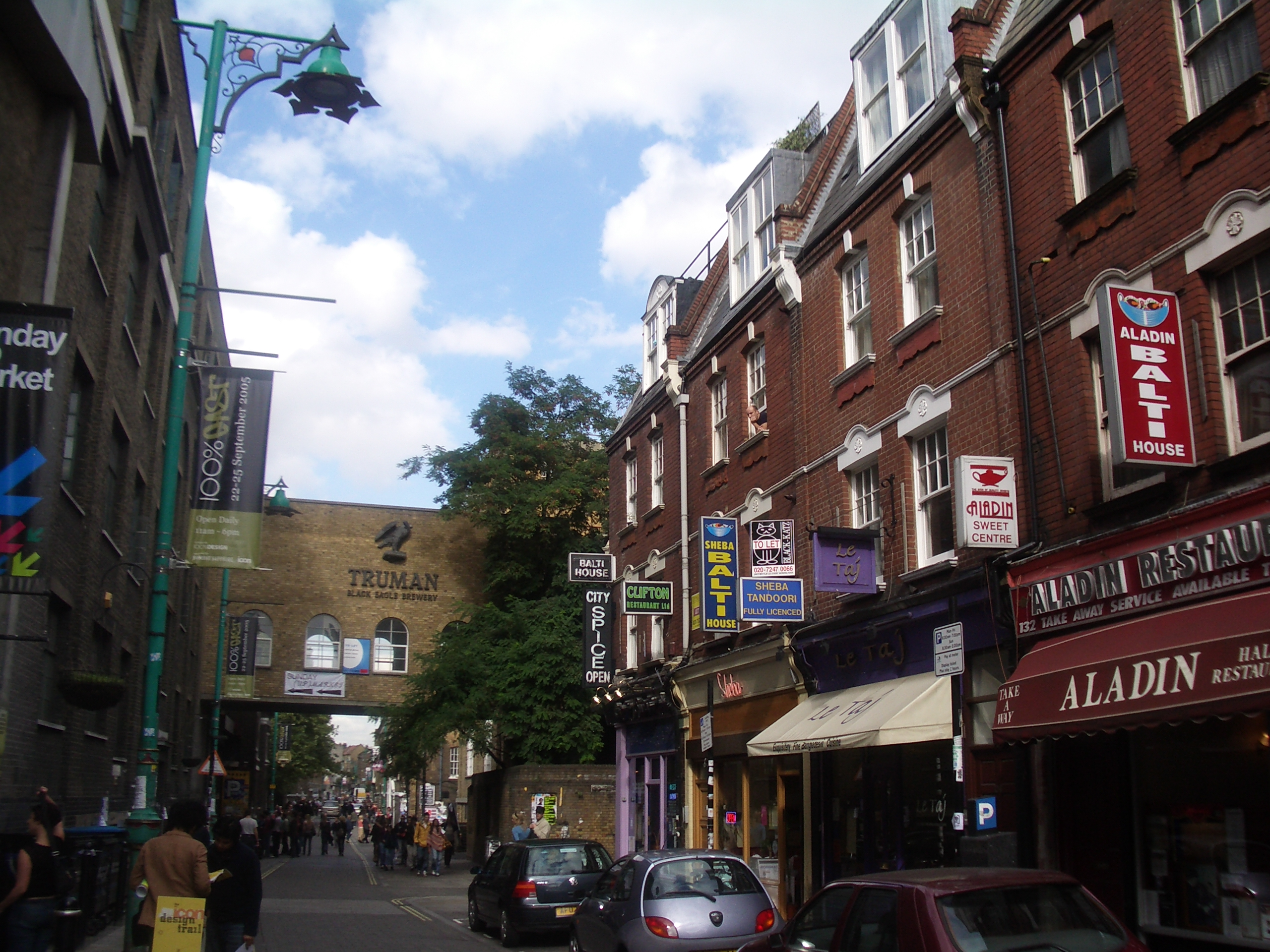
Depuis des siècles, Brick Lane est un centre d'arrivée des nouveaux immigrants

Tout au long de l'histoire, l'East End a absorbé des vagues d'immigrants, chacune ayant apporté une nouvelle dimension à la culture et à l'histoire de ce quartier. Ce furent notablement les Français protestants huguenots au XVIIe siècle, les Irlandais au XVIIIe siècle, les Juifs ashkénazes fuyant les pogroms de l'Europe de l'Est vers la fin du XIXe siècle, et les Bangladeshis qui s'installèrent dans l'East End dans les années 1960.

#### Immigration
Les communautés d'immigrés se développèrent tout d'abord dans les villages du bord du fleuve. Depuis l'époque Tudor jusqu'au XXe siècle, les équipages des navires étaient embauchés sur une base journalière, et étaient payés à la fin de leur embarquement. Les relèves ou les nouveaux équipages étaient recrutés là où ils étaient disponibles, les marins locaux étant particulièrement appréciés pour leur connaissance des courants et des dangers de leur région. Des communautés permanentes, comprenant des colonies de Lascars et d'Africains de Guinée, s'établirent inévitablement. De vastes Chinatowns se développèrent à Shadwell et à Limehouse, associées aux équipages des navires marchands de la Guerre de l'opium et du commerce du thé. Ce n'est qu'après la dévastation de la Seconde Guerre mondiale que la communauté chinoise, principalement Han, se regroupa dans Chinatown de Soho.
En 1786, le Committee for the Relief of the Black Poor (« Comité d'aide aux Noirs pauvres ») fut formé par des citoyens soucieux de l'importance de la communauté noire nécessiteuse de Londres. Beaucoup de ces Noirs avaient été expulsés d'Amérique du Nord en tant que loyalistes noirs, c'est-à-dire d'anciens esclaves qui avaient combattu aux côtés des Britanniques pendant la guerre d'indépendance des États-Unis. D'autres étaient des marins débarqués, et enfin quelques-uns représentaient les séquelles de l'implication britannique dans le commerce des esclaves. Le Comité fournissait de la nourriture, des vêtements, de l'aide médicale et du travail depuis la taverne « White Raven » de Mile End. Il aida des hommes à s'expatrier, notamment au Canada. En octobre 1786, le Comité finança une funeste expédition de 280 hommes noirs, 40 femmes noires et de 70 femmes blanches (principalement des femmes et des petites amies) à destination de la Sierra Leone. Depuis la fin du XIXe siècle, une grande communauté de marins noirs s'est établi à Canning Town, résultat des nouveaux liens maritimes avec les Caraïbes et l'Afrique de l'Ouest.
Les immigrants n'ont pas toujours été aisément acceptés. Ainsi en 1517, les émeutes du Evil May Day, au cours desquelles les propriétés d'étrangers furent attaquées, provoquèrent la mort de 135 Flamands à Stepney. Les Gordon Riots de 1780 commencèrent par l'incendie des maisons des catholiques et de leurs chapelles à Poplar et à Spitalfields.

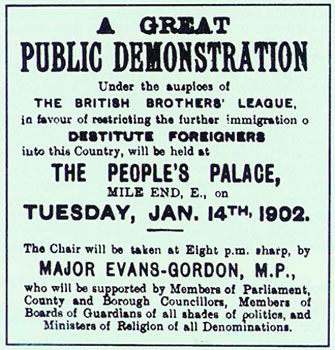
Poster anti-immigration de 1902

Dans les années 1870 et 1880, il arriva tant de Juifs que plus de 150 synagogues furent construites. Aujourd'hui il ne reste plus que quatre synagogues actives à Tower Hamlets, la synagogue de la congrégation de Jacob (1903 – Kehillas Ya'akov), la synagogue d'East London Central (1922), la Grande synagogue de Fieldgate Street (1899) et la synagogue de Sandys Row (1766). L'immigration juive dans l'East End atteignit son maximum dans les années 1890, conduisant à des troubles xénophobes organisés par la British Brothers League, formée en 1902 par le capitaine William Stanley Shaw et le député conservateur de Stepney, le major Evans-Gordon, qui avait renversé la majorité libérale lors des Élections générales britanniques de 1900 grâce à son programme de limitation de l'immigration. Au Parlement, en 1902, Evans-Gordon affirma que : « pas un jour ne passe sans que des familles anglaises ne soient expulsées pour faire de la place aux envahisseurs étrangers. Les impôts augmentent à cause de l'éducation de milliers d'enfants étrangers ». L'immigration juive ne se ralentit qu'après le vote de l'Aliens Act 1905, qui donnait au ministre de l'Intérieur le pouvoir de réguler et de contrôler l'immigration.
Les tensions communautaires réapparurent lors d'une marche antisémite organisée par la British Union of Fascists en 1936. Cette marche fut bloquée par des résidents et des activistes à Cable Street, donnant lieu à la bataille de Cable Street. La violence anti-asiatique fit son apparition au milieu des années 1970, s'achevant par le meurtre, le 4 mai 1978, d'un jeune de 25 ans, travaillant dans l'habillement, dénommé Altab Ali, par trois adolescents blancs, lors d'une attaque motivée essentiellement par le racisme. Des groupes bangladais d'autodéfense se mobilisèrent, 7 000 personnes marchèrent en signe de protestation vers Hyde Park, et la communauté s'impliqua davantage politiquement. L'ancien terrain entourant l'église de St Mary de Whitechapel, proche de l'endroit où eut lieu l'agression, fut rebaptisé en 1998 « Altab Ali Park », en commémoration de sa mort. Les tensions interraciales se sont poursuivies avec des éruptions épisodiques de violence.
En 1993, un siège du conseil fut gagné par le Parti national britannique, et qui a été depuis reperdu. L'attentat à la bombe de 1999 à Brick Lane faisait partie d'une série d'attentats visant les minorités ethniques, les homosexuels et les « multiculturalistes ».

#### Démographie
La population de l'East End s'est accrue inexorablement tout au long du XIXe siècle. La construction immobilière ne put suivre cette croissance, et la surpopulation devint chose commune. Ce n'est que pendant l'Entre-deux-guerres que s'amorça un déclin, dû à une émigration vers les nouvelles banlieues de l'Essex, comme Becontree Estate construit par le London County Council entre 1921 et 1932, et vers des zones extérieures à Londres. Ce dépeuplement s'accéléra après la Seconde Guerre mondiale, et ce n'est que récemment que la tendance a commencé à s'inverser.
Les chiffres ci-dessous concernent exclusivement la population du district londonien de Tower Hamlets.
| Borough       | 1811    | 1841    | 1871    | 1901    | 1931    | 1961    | 1971    | 1991    | 2001    |
| ------------- | ------- | ------- | ------- | ------- | ------- | ------- | ------- | ------- | ------- |
| Bethnal Green | 33 619  | 74 088  | 120 104 | 129 680 | 108 194 | 47 078  | n/a     | n/a     | n/a     |
| Poplar        | 13 548  | 31 122  | 116 376 | 168 882 | 155 089 | 66 604  | n/a     | n/a     | n/a     |
| Stepney       | 131 606 | 203 802 | 275 467 | 298 600 | 225 238 | 92 000  | n/a     | n/a     | n/a     |
| Total         | 178 773 | 309 012 | 511 947 | 597 102 | 488 611 | 205 682 | 165 791 | 161 064 | 196 106 |

Par comparaison, en 1801, la population de l'Angleterre et du Pays de Galles comptait 9 millions d'habitants. En 1851, avec 18 millions, elle avait plus que doublé et, pour la fin du siècle, elle atteignait 40 millions d'habitants. Aujourd'hui la plus importante ethnie minoritaire de Tower Hamlets est celle des Bangladais, avec 33,5 % de la population du district, selon le recensement de 2001. C'est aussi la plus importante communauté bangladaise de Grande-Bretagne. Les estimations de 2006 montrent un déclin de ce groupe, avec 29,8 % de la population, reflétant une amélioration de la situation économique et de plus grandes maisons disponibles dans les banlieues est. En cela, le plus récent groupe de migrants suit un modèle vieux de trois siècles.
L'East End a connu une très forte gentrification en quelques décennies. En moyenne, une maison se vendait 80 000 livres en 1995, et 1,1 million en 2023, soit 1 275 % de hausse. Alors qu'en valeur réelle, les salaires britanniques n’ont pas progressé depuis la crise financière de 2008, le secteur est devenu inabordable pour les familles modestes ou de la classe moyenne.

### Criminalité
L'état d'extrême pauvreté régnant dans l'East End a eu comme conséquence, tout au long de son histoire, un fort taux de criminalité. Depuis les tout premiers temps, la criminalité a dépendu de l'importation de marchandises à Londres, tout comme l'emploi d'ailleurs, et aussi de leur interception pendant les transports. Les vols pouvaient se produire sur le fleuve, sur les quais et pendant les transports vers les entrepôts de la City. C'est pourquoi, la Compagnie anglaise des Indes orientales construisit à Blackwall, au XVIIe siècle, des entrepôts gardés, entourés de hauts murs, afin de réduire la vulnérabilité de leurs contenus. Des convois armés venaient ensuite chercher les marchandises pour les entreposer dans une enceinte sécurisée de la City. Cette pratique conduisit à la construction de docks encore plus grands dans tout le quartier, et de larges routes permettant de véhiculer les marchandises à travers les bidonvilles surpeuplés du XIXe siècle.

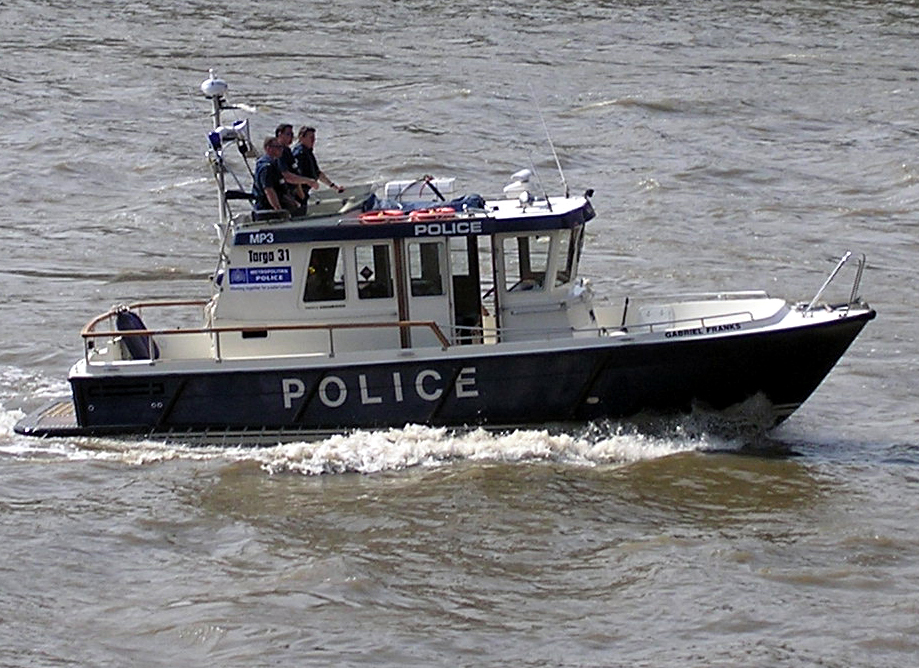
Le « Gabriel Franks » de la Marine Support Unit de la Metropolitan Police, qui porte le nom du premier officier de la police maritime tué dans l'exercice de ses fonctions

Aucune force de police n'opéra à Londres avant les années 1750. Les crimes et les troubles à l'ordre public étaient traités par un système de magistrats et d'agents de police municipaux bénévoles, qui avaient une compétence strictement limitée. Les agents de police salariés apparurent en 1792, en petit nombre et avec une compétence et des pouvoirs inchangés, mais qui purent être soutenus par des milices. En 1798, la première Marine Police Force d'Angleterre fut fondée par le magistrat, Patrick Colquhoun, et le capitaine, John Harriott, pour s'attaquer aux vols et aux pillages dans les navires ancrés dans le Pool of London et dans son aval. Le siège de cette force de police se trouvait, et demeure toujours, dans Wapping High Street. Elle est maintenant connue sous le nom de Marine Support Unit. En 1829, la Metropolitan Police Force fut formée. Forte de 1 000 hommes, répartis en 17 divisions, comprenant la division « H », elle avait le pouvoir de patrouiller à l'intérieur d'une zone de 11 km autour de Charing Cross, et elle était basée à Stepney. Chaque division était dirigée par un commissaire de police, assisté de quatre inspecteurs et de seize sergents. Le règlement précisait que les recrues devaient avoir moins de trente-cinq ans, être bien bâtis, mesurer au moins 1,70 m, savoir lire et écrire, et avoir bon caractère. À la différence des anciens agents de police bénévoles, ces policiers étaient embauchés et payés grâce à un nouvel impôt. Aussi furent ils tout d'abord détestés. Il fallut attendre le milieu du XIXe siècle pour voir la police s'établir dans l'East End. C'est, semble-t-il, Joseph Sadler Thomas, un commissaire de la division « F » (Covent Garden), qui mena la première enquête dans le quartier (à Bethnal Green), en novembre 1830, au sujet d'un groupe de voleurs de cadavres, les London Burkers. En 1841, une division de la police métropolitaine, spécialisée à la zone des docks et chargée de patrouiller dans ces lieux, fut formée, un service de police fut créé en 1842, et en 1865, la division « J » s'établit à Bethnal Green.

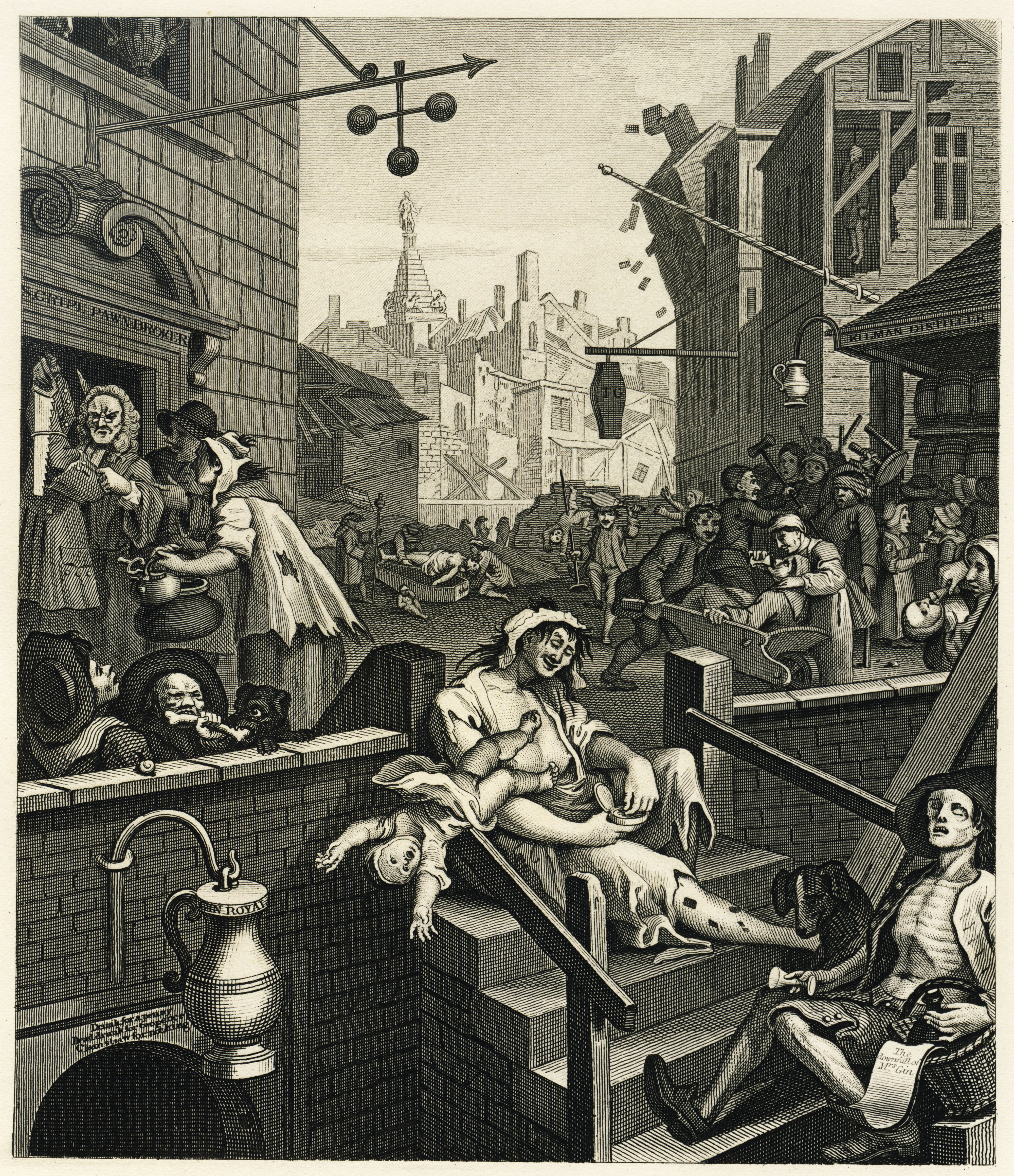
Gin Lane (1751), représentation du vice londonien par William Hogarth

Une des industries en relation avec les navires mouillés au Pool of London était la prostitution, et au XVIIe siècle, elle était concentrée le long de Ratcliffe Highway, une longue rue qui suivait, sur un niveau plus élevé, les rives du fleuve et ses habitations. En 1600, l'historien John Stow la décrit comme « une rue continue ou un passage rectiligne crasseux, avec des ruelles bordées de petits immeubles ou de maisons, habités par des marins ou des avitailleurs ». Les équipages recevaient leur salaire à la fin du voyage, et ils le dépensaient dans les tavernes du quartier. Damaris Page fut une mère maquerelle décrite par Samuel Pepys comme « la catin attitrée des marins ». Née à Stepney en 1620, elle avait quitté la prostitution pour tenir des maisons de passe, dont une sur le Highway pour les matelots, et une seconde un peu plus loin, plus luxueuse, destinée aux officiers et à la gentry. Elle mourut riche en 1669 dans une maison du Highway, malgré les plaintes déposées contre elle et le temps qu'elle passa dans la prison de Newgate.
Le climat de tolérance changea au XIXe siècle, et le réformateur William Acton (en) décrit les prostituées des berges comme « une horde de tigresses humaines grouillant dans les repaires pestilentiels des bords de l'eau à Ratcliffe et Shadwell ». La « Society for the Suppression of Vice » estimait que, entre Houndsditch, Whitechapel et Ratcliffe, il y avait 1 803 prostituées ; et entre Mile End, Shadwell et Blackwall, 963 femmes se prostituaient. Elles étaient souvent victimes des circonstances, n'ayant aucune aide sociale, et le taux de mortalité élevé de la zone laissait sans ressources femmes et filles, qui n'avaient aucun autre moyen de survivre. Au même moment, des réformateurs religieux commencèrent à introduire dans les zones des docks les « Missions du marin », qui cherchaient à la fois à subvenir aux besoins physiques des marins et à les tenir éloignés de l'alcool et des femmes. Finalement, le vote des « Contagious Diseases Acts » à partir de 1864 permit aux policiers d'arrêter les prostituées et de les retenir à l'hôpital. Cette loi fut abrogée en 1886, après une campagne menée par les premières féministes, comme Josephine Butler et Elizabeth Wolstenholme, qui créèrent le Ladies National Association for the Repeal of the Contagious Diseases Acts (« Association nationale féminine pour l'abrogation des lois sur les maladies contagieuses »).
Parmi les crimes remarquables commis dans la zone, on peut citer les Ratcliff Highway murders en 1813, les meurtres perpétrés par les London Burkers (apparemment inspirés par Burke et Hare) à Bethnal Green en 1831, la célèbre série de meurtres commise par Jack l'Éventreur en 1888, et le Siège de Sidney Street en 1911, au cours duquel des anarchistes, inspirés par le légendaire Peter le peintre, défièrent l'armée et le ministre de l'Intérieur Winston Churchill. Dans les années 1960, l'East End était le quartier connaissant le gangstérisme le plus actif, en particulier celui des jumeaux Kray. Les attentats à la bombe des docks en 1996 causa des dommages importants autour de South Quay Station, au sud de Canary Wharf. Deux personnes furent tuées et 39 blessées lors de l'un des plus importants attentats à la bombe commis en Grande-Bretagne par l'Armée républicaine irlandaise provisoire. Cela provoqua la mise en place par la police de points de contrôle pour accéder à l'île aux Chiens, rappelant le Ring of steel de la City. Depuis peu, les attaques à l'acide ou vitriol ont également refait leurs apparitions, plus particulièrement dans l'Est de Londres. En effet, on y compte 166 attaques en 2014, puis 261 en 2015 et enfin 454 en 2016.

### Catastrophes
Les résidents d'East End connurent bien des catastrophes, en temps de guerre comme en temps de paix. En particulier, en tant que port maritime, l'East End s'est trouvé exposé de façon disproportionnée à la peste. La zone la plus affectée par la grande peste de Londres en 1665 fut le quartier de Spitalfields, et une épidémie de choléra se déclara à Limehouse en 1832, et elle frappa de nouveau en 1848 et en 1854. Le typhus et la tuberculose étaient aussi communs dans les logements surpeuplés du XIXe siècle.

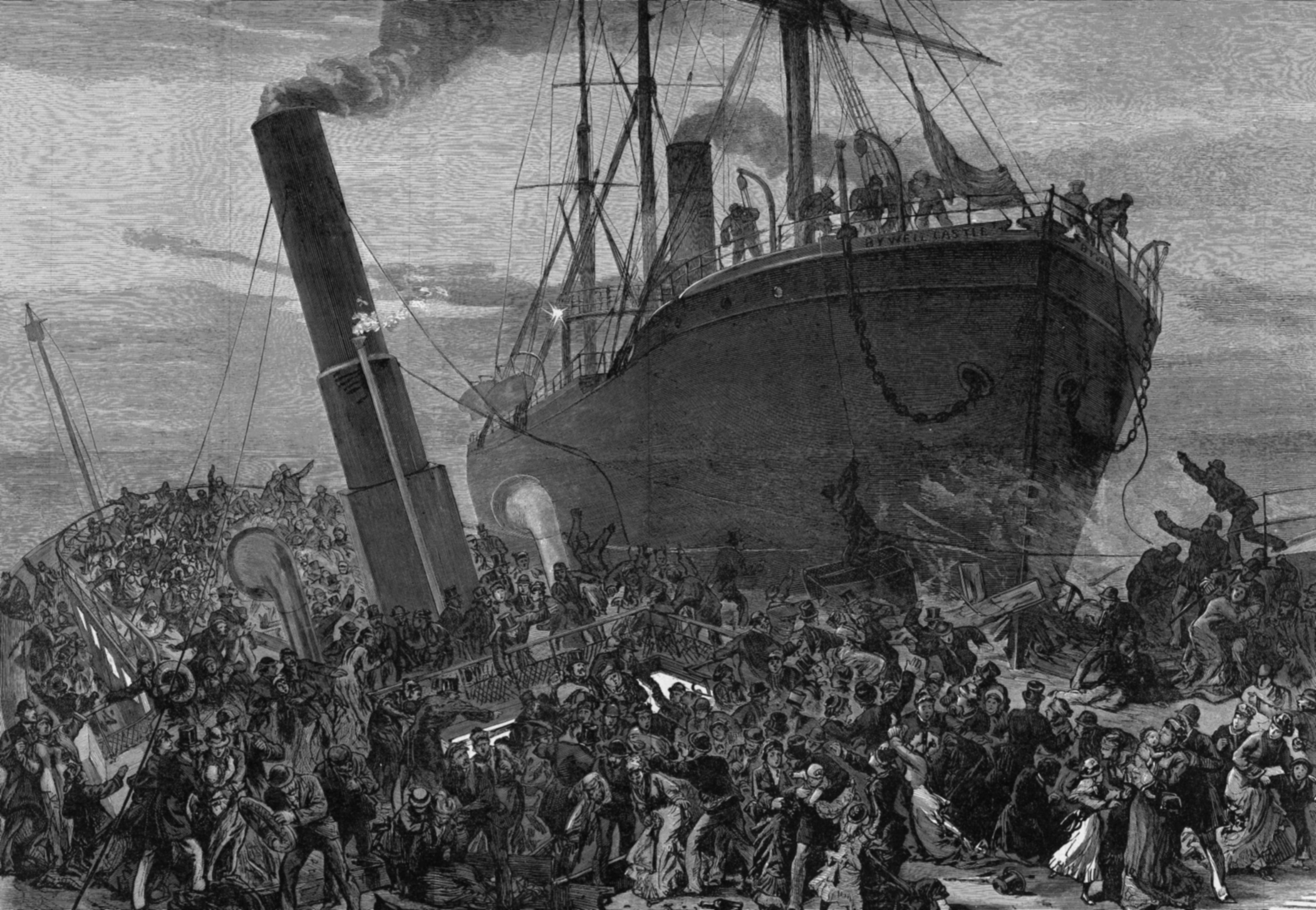
Le Bywell Castle fonçant sur le Princess Alice (gravure de 1878).

Le Princess Alice était un vapeur à aubes transportant des voyageurs sur la Tamise. Le soir du 3 septembre 1878, il était bondé avec des excursionnistes revenant de Gravesend et rentrant à Woolwich et au Pont de Londres, lorsqu'il entra en collision avec le vapeur Bywell Castle, qui transportait du charbon en vrac. Le Princess Alice sombra en moins de quatre minutes, et plus de 600 passagers, sur un total d'environ 700, périrent.
Durant la Première Guerre mondiale, le 19 janvier 1917, 73 personnes, dont 14 travailleurs, moururent, et plus de 400 furent blessées, dans une explosion (en) de TNT dans la fabrique de munitions Brunner-Mond de Silvertown. Pratiquement toute la zone fut rasée, et l'onde de choc fut ressentie dans toute la cité et même dans l'Essex. Ce fut la plus puissante explosion de l'histoire de Londres, et on put l'entendre jusqu'à Southampton et Norwich. Andreas Angel, le chimiste en chef de l'usine, reçut à titre posthume la Médaille Edward pour avoir essayé d'éteindre le feu qui provoqua l'explosion. La même année, le 13 juin, une bombe lancée depuis un bombardier allemand Gotha tua 18 enfants de l'école primaire de Upper North Street à Poplar. Cet événement est commémoré sur le monument aux morts du quartier, érigé dans Poplar Recreation Ground,, mais durant la guerre un total de 120 enfants et 104 adultes furent tués dans l'East End, et beaucoup d'autres blessés, par des bombardements aériens.
Une autre tragédie eut lieu le matin du 16 mai 1968, quand Ronan Point (en), une tour de 23 étages de Newham, subit un effondrement structurel, à la suite d'une explosion de gaz. Quatre personnes furent tuées et dix-sept autres furent blessées, lorsque tout un angle du bâtiment s'effondra. Cet accident donna lieu à d'importantes modifications dans la réglementation britannique des constructions, et conduisit au déclin des tours de HLM, caractéristiques de l'architecture publique des années 1960.

### Divertissements

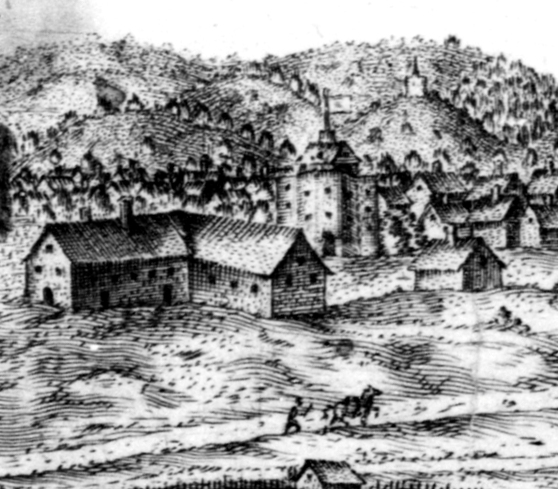
Le Curtain Theatre vers 1600 (certaines sources y voient une représentation de The Theatre, d'autres le théâtre élisabéthain de Shoreditch).

Les théâtres de cours d'auberge furent les premiers à s'implanter pendant la période Tudor, en 1557 à la « Boar's Head Inn » à Whitechapel, « le George » à Stepney, et, tout près, construit à dessein en 1567, mais à courte vie, le Red Lion Theatre. Les premiers théâtres permanents, disposant de leurs propres troupes, furent construits à Shoreditch, l'un près de l'autre : The Theatre de James Burbage en 1576, et le Curtain Theatre de Henry Lanman en 1577. La nuit du 28 décembre 1598, les fils de Burbage démontèrent « The Theatre », pour lui faire franchir la Tamise en pièces détachées, et pour bâtir sur l'autre rive le théâtre du Globe.
Le Goodman's Fields Theatre fut créé en 1727, et c'est là que David Garrick fit avec succès ses débuts dans Richard III en 1741. Au XIXe siècle, les théâtres de l'East End rivalisaient par leurs décors pompeux et leurs capacités en sièges avec ceux de West End. Le premier d'entre eux fut le funeste Théâtre Brunswick, qui s'effondra en 1828, trois jours après son ouverture, tuant 15 personnes. Il fut suivi par l'ouverture en 1828 du « Pavilion » à Whitechapel, du « Garrick Theatre (en) » en 1831 dans Leman Street, le « Effingham » en 1834 à Whitechapel, le « Standard » en 1835 à Shoreditch, le « City of London » en 1837 à Norton Folgate, puis le Grecian et le « Britannia Theatre » à Hoxton en 1840. Tout d'abord très populaires, ces théâtres commencèrent à fermer les uns après les autres à partir des années 1860, les bâtiments furent démolis, et leurs souvenirs même commencèrent à passer.

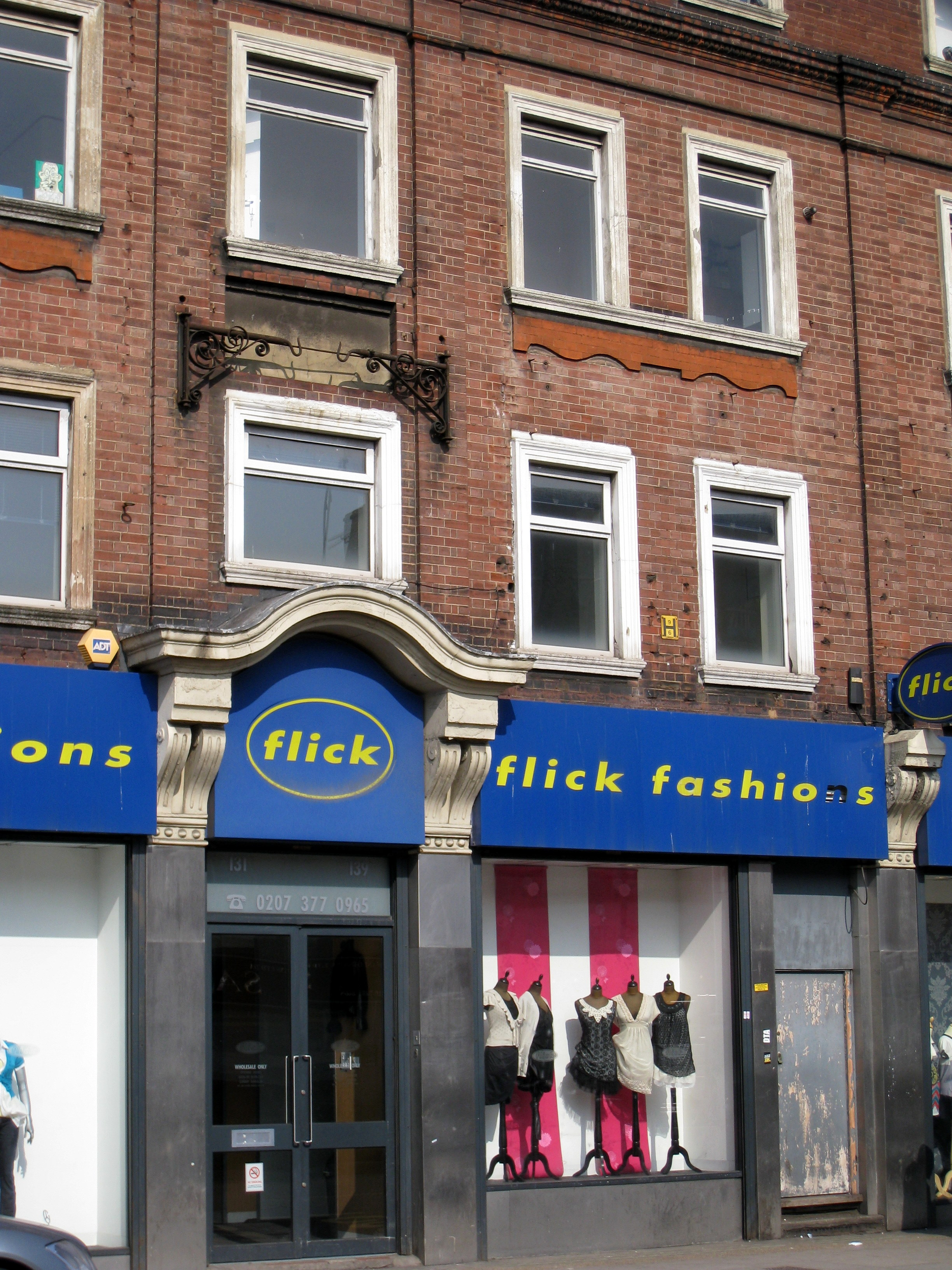
Entrée de l'ancien théâtre yiddish « Grand Palais » à Commercial Road.

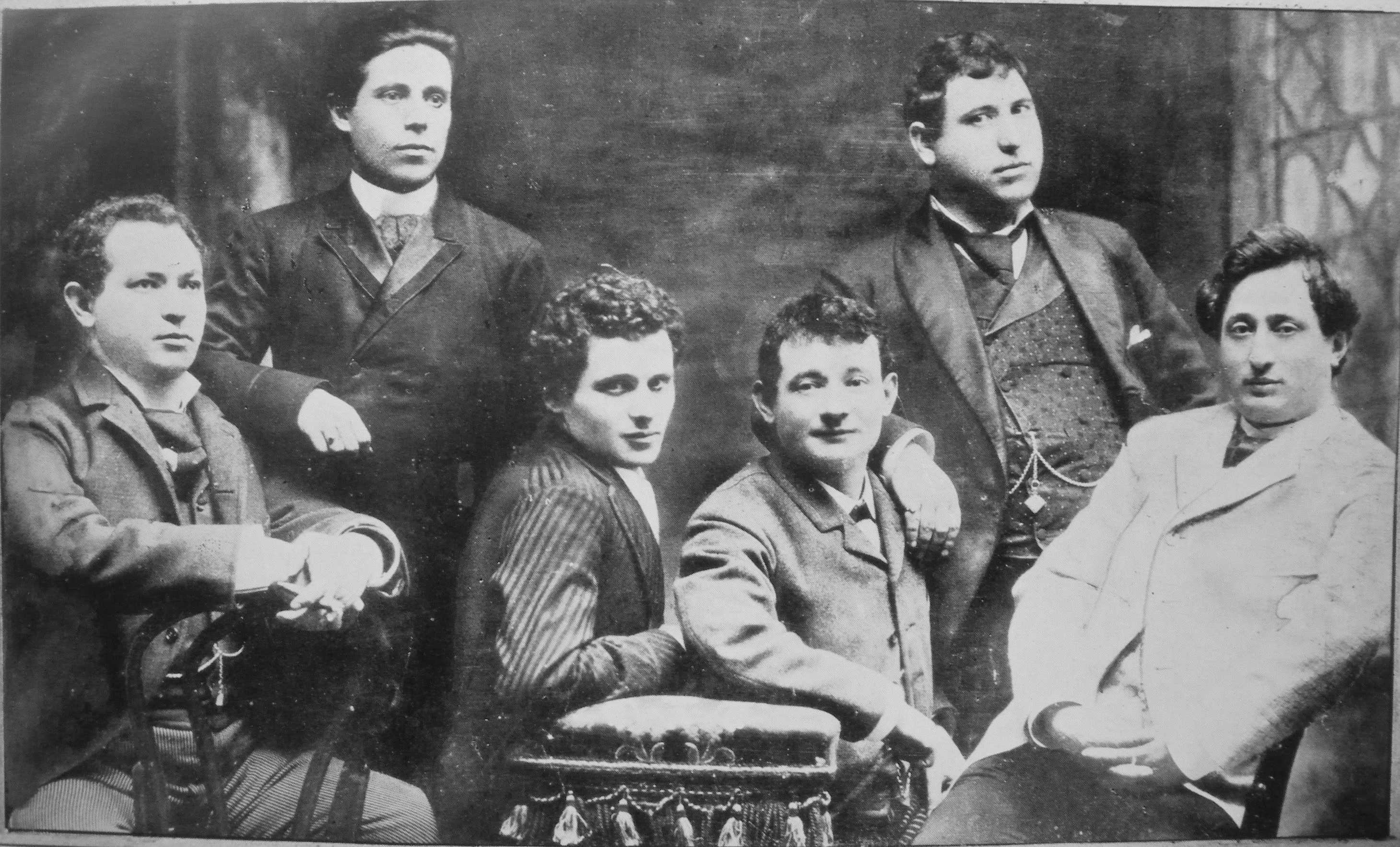
Acteurs et personnalités du théâtre yiddish à Londres : de droite à gauche : Jacob P. Adler, Zigmund Feinman, Zigmund Mogulesko, Rudolf Marx, Mr. Krastoshinsky et David Kessler (1888)

Il y avait aussi beaucoup de théâtres yiddish, surtout autour de Whitechapel. Ils se transformèrent en troupes professionnelles après l'arrivée de l'acteur Jacob P. Adler en 1884 et la création de sa « Russian Jewish Operatic Company », qui joua pour la première fois à Beaumont Hall de Stepney, avant de s'installer à la fois au Prescott Street Club de Stepney, et au Princelet Street de Spitalfields. Le « Pavilion » devint un théâtre exclusivement yiddish en 1906, avant de fermer en 1936 et d'être démoli en 1960. Parmi d'autres théâtres juifs importants, on peut citer « Feinmans », le « Jewish National Theatre » et le « Grand Palais ». Les représentations étaient jouées en yiddish, et étaient en grande majorité des mélodrames. Ils déclinèrent lorsque le public et les acteurs partirent pour New York ou des quartiers plus prospères de Londres.

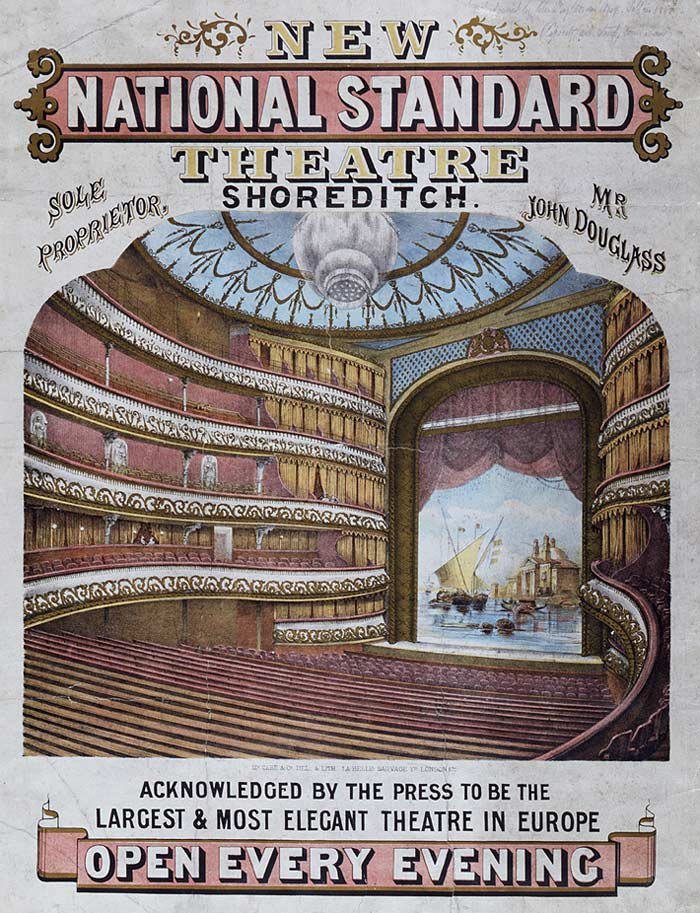
Affiche du National Standard Theatre de Shoreditch en 1867.

Les music-halls de l'East End, autrefois populaires, ont pour la plupart subi le même sort que les théâtres. Comme exemples fameux on peut mentionner le « London Music Hall » (1856–1935), 95-99 Shoreditch High Street, et le « Royal Cambridge Music Hall » (1864–1936), 136 Commercial Street. Un exemple de « café concert » géant, le « Wilton's Music Hall » (1858), demeure toujours dans Grace's Alley, non loin de Cable Street, et le « Hoxton Hall » (1863), un des premiers de style saloon, existe encore dans Hoxton Street à Hoxton. Beaucoup de vedettes de music-hall populaire venaient de l'East End, comme Marie Lloyd.
La tradition du spectacle de style music-hall, avec de la musique et des chansons, subsista dans les pubs de l'East End. Il fut complété par des spectacles moins respectables, comme le striptease, qui, à partir des années 1950, devint une attraction permanente de certains pubs de l'East End, particulièrement dans le secteur de Shoreditch, malgré des restrictions apportées par les autorités locales.

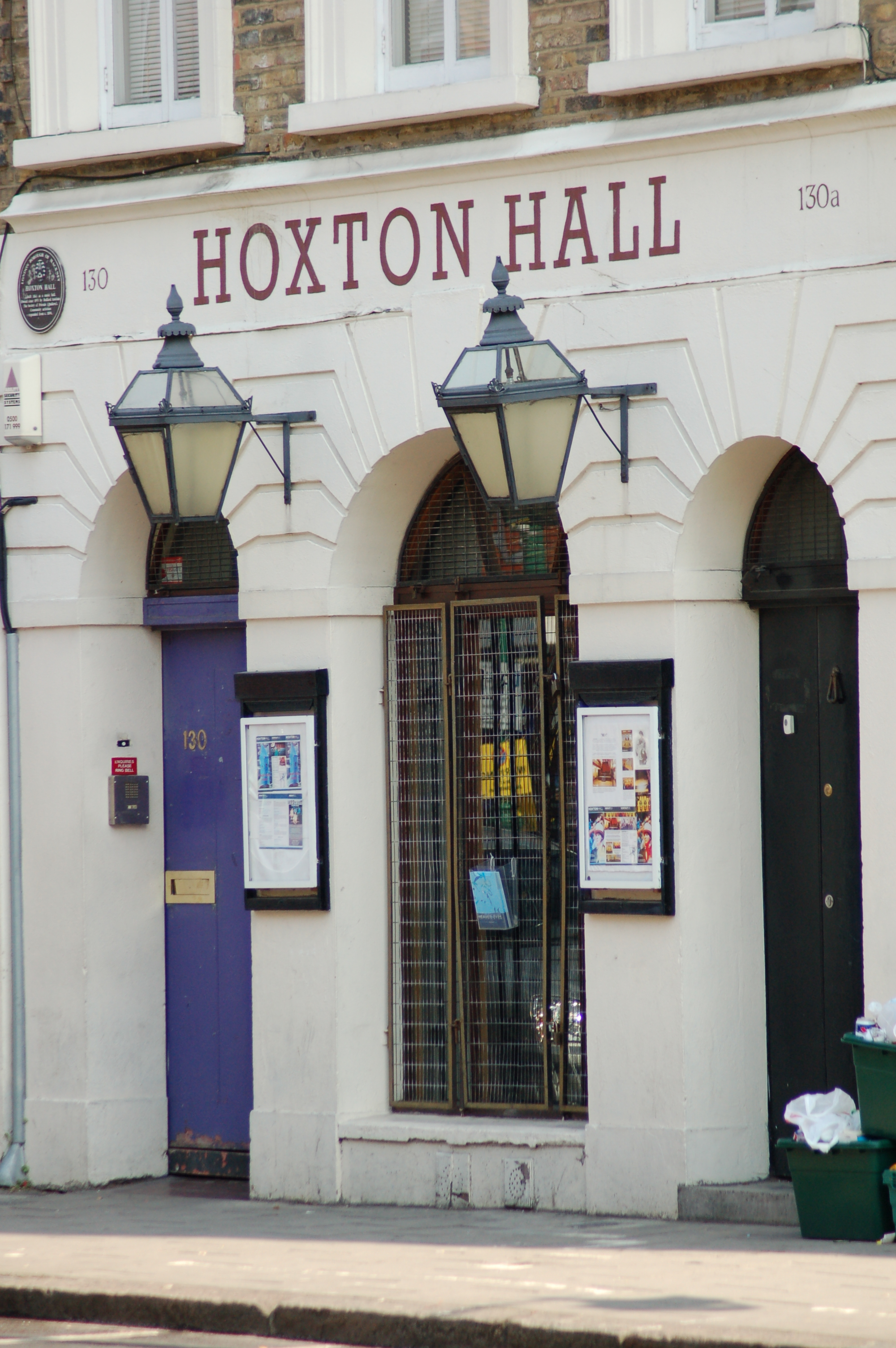
Hoxton Hall, espace communautaire de spectacles toujours en activité.

Le romancier, historien et observateur critique de la société, Walter Besant, proposa un « Palace of Delight » (« Palais des délices »), comportant des salles de concert, de lecture, des galeries de tableaux, une école d'art avec différentes classes, des salles communes et de fréquents bals et kermesses. Cette description correspondait tout à fait au projet de l'homme d'affaires et philanthrope, Edmund Hay Currie. Celui-ci devait employer l'argent obtenu de la liquidation du « Beaumont Trust », ainsi que d'autres souscriptions, pour bâtir un « People's Palace » dans l'East End. Deux hectares de terrain furent obtenus sur Mile End Road, et le « Queen's Hall » fut inauguré par la reine Victoria le 14 mai 1887. L'ensemble fut complété, et, en 1892, il possédait également une bibliothèque, une piscine, un gymnase et un jardin d'hiver, offrant un mélange éclectique de divertissements populaires et d'éducation. Un pic de 8 000 tickets fut vendu pour les classes en 1892. Un diplôme de Baccalauréat en sciences, décerné par l'Université de Londres, fut créé en 1900. En 1931, le bâtiment fut détruit par un incendie, mais la Draper's Company, principal donateur du projet initial, accrut son investissement afin de reconstruire l'institut de technologie et de créer Queen Mary's College en décembre 1934. Un nouveau « People's Palace » fut construit en 1937 par le district métropolitain de Stepney à St Helen's Terrace. Il ferma définitivement en 1954.
Le théâtre professionnel revint brièvement dans l'East End en 1972, avec la création du Half Moon Theatre dans une synagogue louée d'Aldgate. En 1979, ce théâtre fut transféré dans une ancienne chapelle méthodiste, près de Stepney Green. Un nouveau théâtre y fut construit, et il ouvrit en mai 1985 avec une adaptation de Sweeney Todd. Il rencontra le succès avec des premières de Dario Fo, d'Edward Bond et de Steven Berkoff, mais au milieu des années 1980, il connut des difficultés financières et il ferma. Après des années d'abandon, il fut converti en pub. Le théâtre engendra deux autres projets artistiques : le Half Moon Photography Workshop, exposant dans le théâtre et aux alentours, et, à partir de 1976, les éditions Camerwork, et le « Half Moon Young People's Theatre », qui est toujours en activité à Tower Hamlets.

## Aujourd'hui

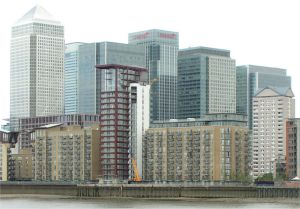
Réaménagement de l'Isle of Dogs

De tout temps, l'East End a souffert d'investissements insuffisants à la fois au niveau du parc immobilier et des infrastructures. Depuis les années 1950, l'East End reflète, à échelle réduite, les changements structurels et sociaux affectant l'économie du Royaume-Uni. Ce territoire abrite une des plus fortes concentrations de HLM, héritage de l'élimination des bidonvilles et des dégâts de la guerre. La fermeture progressive des docks, la compression du personnel dans les chemins de fer, et la fermeture d'industries, à la suite des délocalisations, conduisirent à un long déclin et à la disparition d'emplois peu ou pas qualifiés. Il y eut pourtant un certain nombre de projets de rénovation urbaine, mis en route dans les années 1980 par le LDDC, en particulier le Canary Wharf, un immense complexe de logements et de commerces sur l'île aux Chiens. De nombreuses tours datant des années 1960, furent démolies ou rénovées, remplacées par des immeubles de faible hauteur, souvent en copropriété privée, ou détenus par des « housing associations ».
La zone autour de Old Spitalfields Market et de Brick Lane a été considérablement rénovée. Elle est connue, entre autres, comme la « capitale londonienne du curry », et a été surnommée « Bangla Town ». La contribution des Bangladais à la vie britannique a été reconnue en 1998, quand Pola Uddin, baronne Uddin, de Bethnal Green devint la première britannique d'origine bangladaise à siéger à la Chambre des lords, et la première musulmane à prononcer son serment d'allégeance au nom de sa propre foi.
L'East End abrite aussi un certain nombre de galeries d'art, publiques ou privées, dont la Whitechapel Gallery récemment agrandie. Les artistes Gilbert et George habitent et travaillent depuis longtemps à Spitalfields. Le quartier autour de Hoxton Square est devenu un centre pour l'art moderne britannique, avec notamment les galeries du White Cube, et les nombreux artistes du mouvement des Young British Artists qui vivent là. La zone autour d'Hoxton et de Shoreditch est devenue à la mode, ce qui a contraint de nombreux résidents et artistes à s'en aller à cause des prix élevés de l'immobilier. Une vie nocturne s'est développée, et plus de 80 bars se sont installés autour de Shoreditch.
Au milieu des années 1980, les capacités de transport de District Line, étendue à l'East End en 1884 et en 1902, et de Central Line (1946) se révélèrent insuffisantes. Aussi Docklands Light Railway (1987) et Jubilee Line (1999) furent construites pour améliorer les communications ferroviaires traversant le district du bord de la Tamise. Il existait depuis longtemps un projet de construire à Londres un tronçon d'autoroute intérieure, la East Cross Route. À l'exception d'une petite portion, rien ne fut jamais fait, mais la circulation routière fut améliorée par l'achèvement, en 1993, du Limehouse Link tunnel, qui passe sous Limehouse Basin, et par l'extension de l'A12 la reliant au Blackwall tunnel avec une chaussée améliorée dans les années 1990. L'extension de l'East London line vers le nord, à la limite entre Islington et Hackney, est programmée en 2010, afin d'offrir davantage de liaisons ferroviaires. À partir de 2017, la ligne 1 de Crossrail devrait créer un service ferroviaire rapide à travers Londres, d'est en ouest, avec d'importantes correspondances à Whitechapel. De nouveaux franchissements de la Tamise sont prévus à Beckton, (le Thames Gateway Bridge) et à Silvertown (le tunnel routier Silvertown Link), pour soulager le Blackwall Tunnel existant.

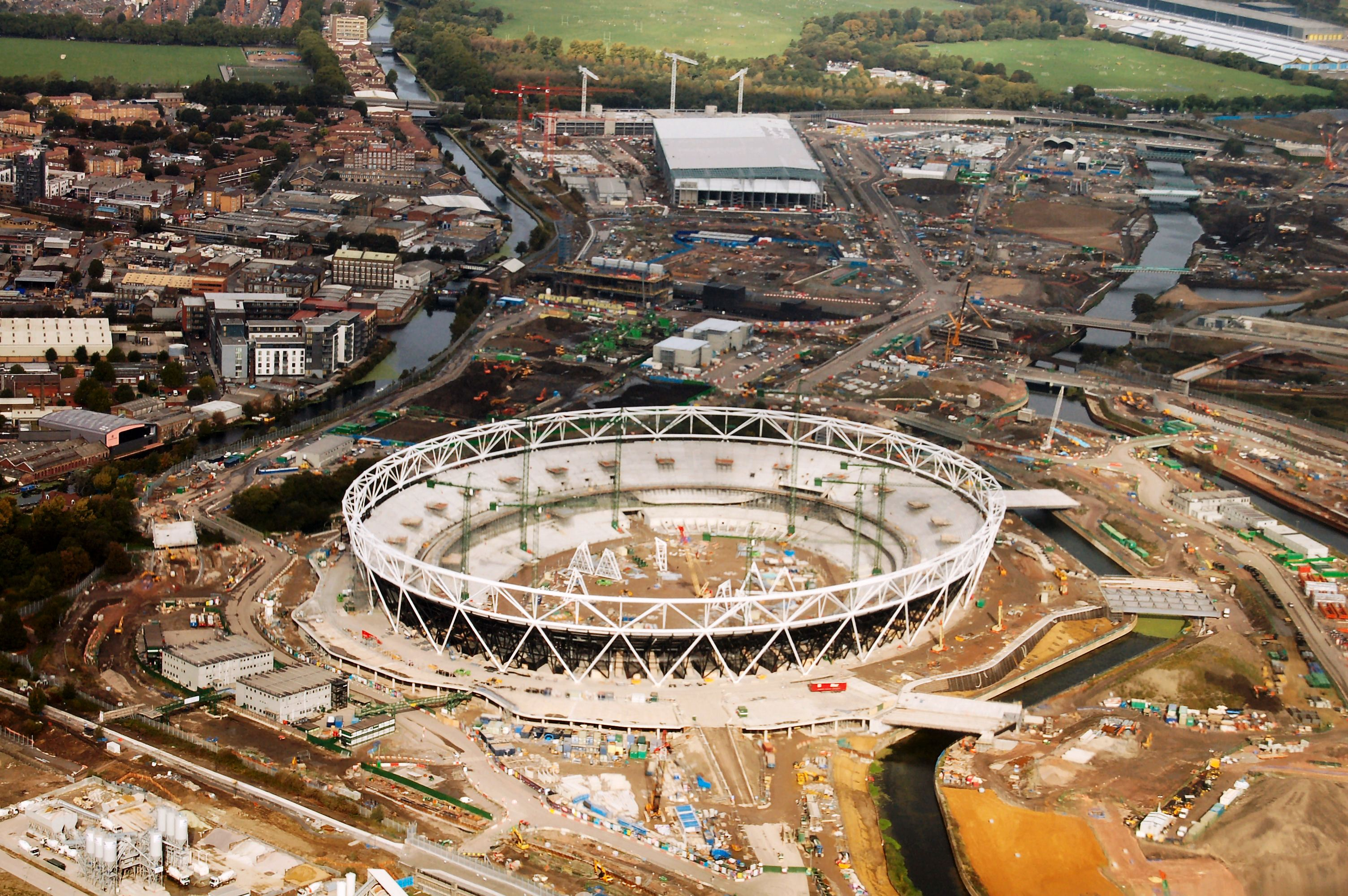
État du stade prévu pour les Jeux olympiques d'été de 2012

Les Jeux olympiques d'été de 2012 se sont tenues au parc olympique créé sur une friche industrielle non loin de la rivière Lea. Ce parc, laissant après les Jeux de nouvelles installations sportives, des logements, et des infrastructures industrielles et techniques, aida à régénérer cette zone. La présence de ce parc a généré la nouvelle gare de Stratford International dans le district londonien de Newham, et le développement de la future Stratford City. Il y a aussi à Newham l'aéroport de Londres City, construit en 1986 à la place de l'ancien King George V Dock. C'est un petit aéroport traitant des vols moyen-courriers et les destinations européennes. Dans cette même zone, l'université de Londres-Est a créé un nouveau campus. Le campus Queen Mary s'est étendu par la construction de nouveaux logements adjacents au site existant de Mile End, et par la création de campus spécialisés en médecine au Royal London Hospital, à Whitechapel et à Charterhouse Square dans la City. Whitechapel est la base de London Air Ambulance, et les installations de l'hôpital sont actuellement sujettes à une remise à neuf et à une extension d'un milliard de livres.
La majeure partie de cette zone demeure pourtant une des plus pauvres de Grande-Bretagne, connaissant quelques-unes des pires misères de la capitale, ceci malgré la montée des prix de l'immobilier et la construction d'innombrables appartements de luxe, principalement dans les zones des anciens docks et le long de la Tamise. La croissance des prix dans les autres quartiers de la capitale, et la disponibilité dans cette zone de friches urbaines ont fait que l'East End est devenu un endroit tentant pour faire des affaires.